# Biserica reformată din Filpișu Mic

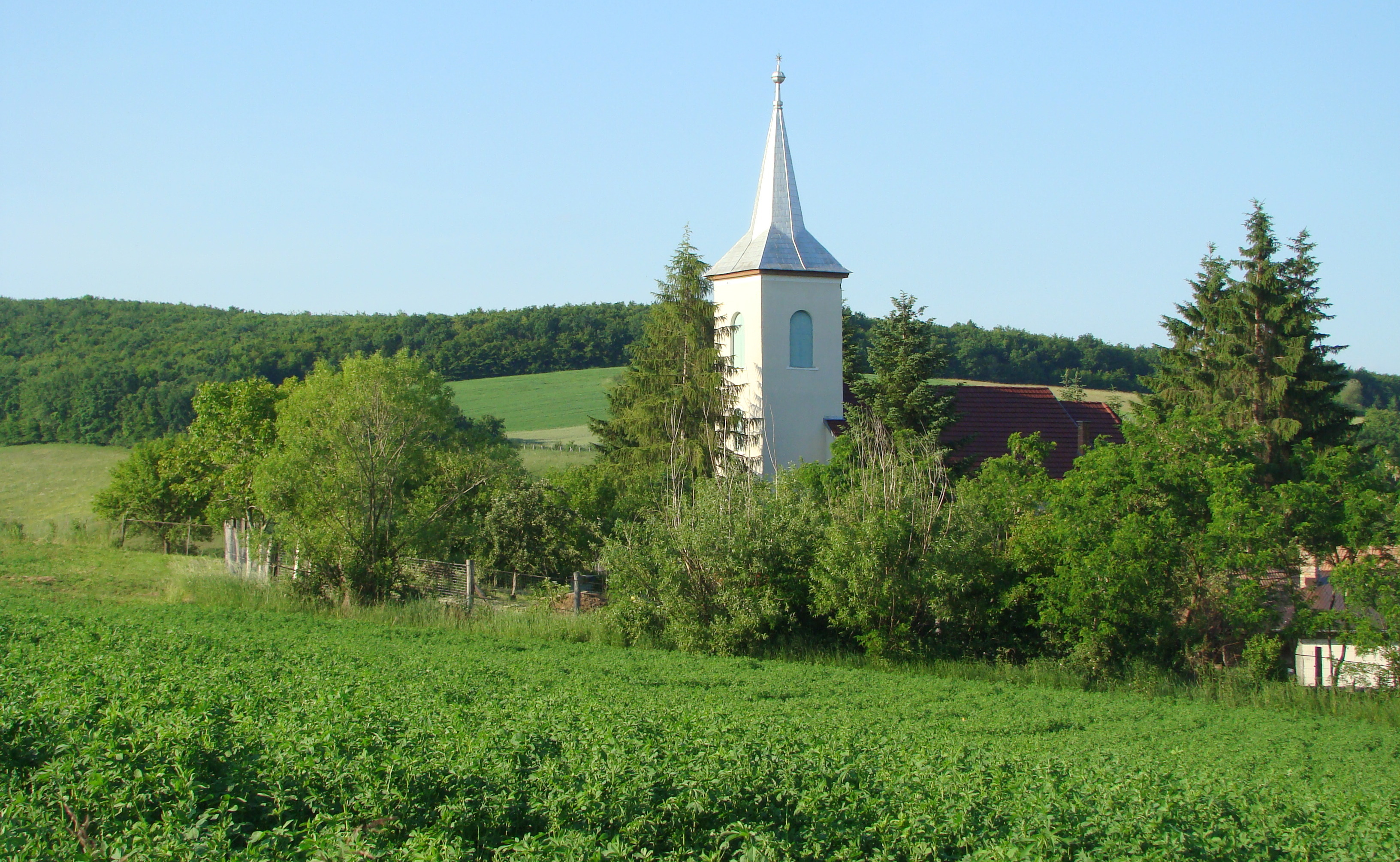
Biserica reformată din Filpișu Mic (iunie 2017)

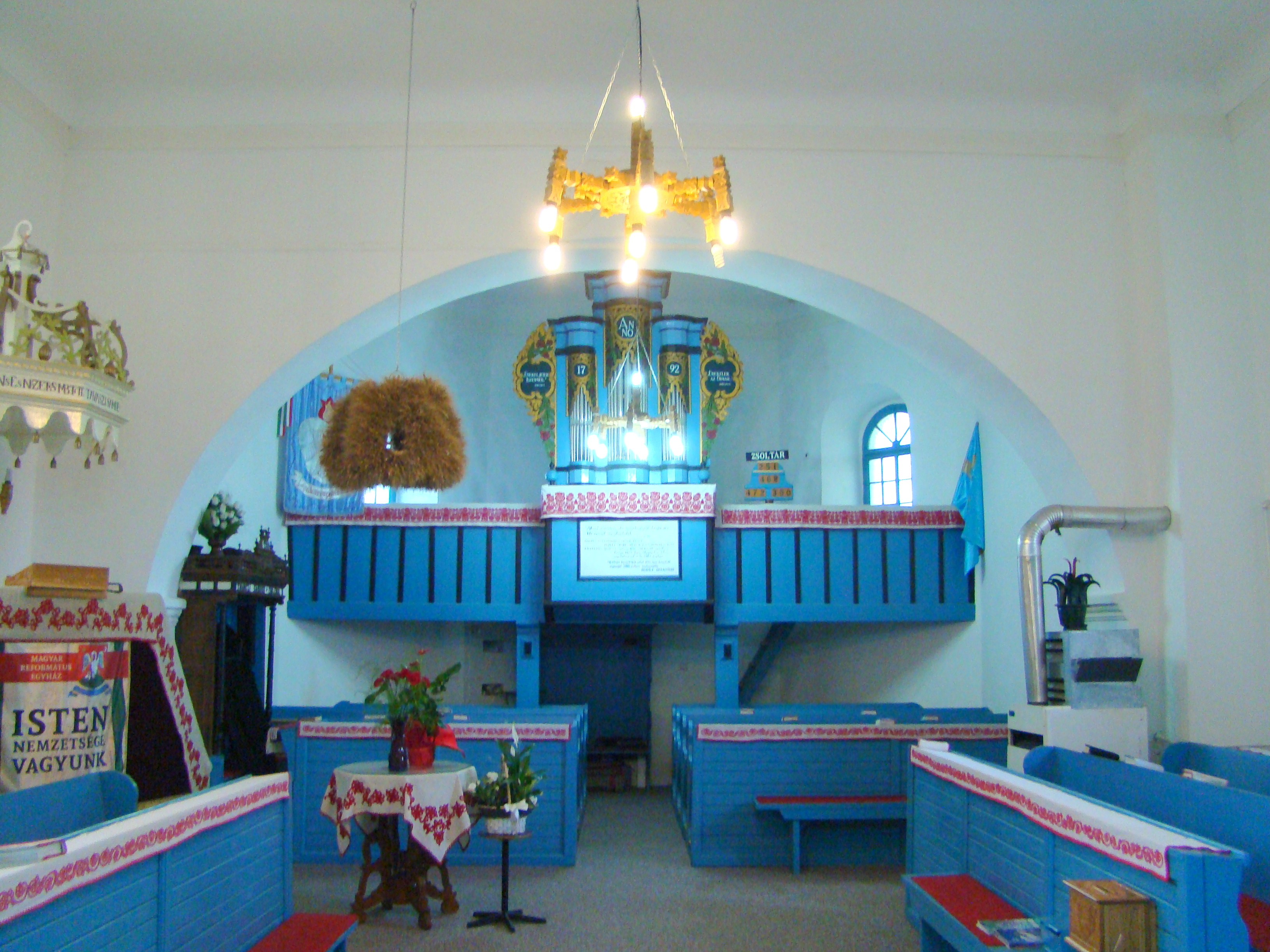
Nava spre empora de est

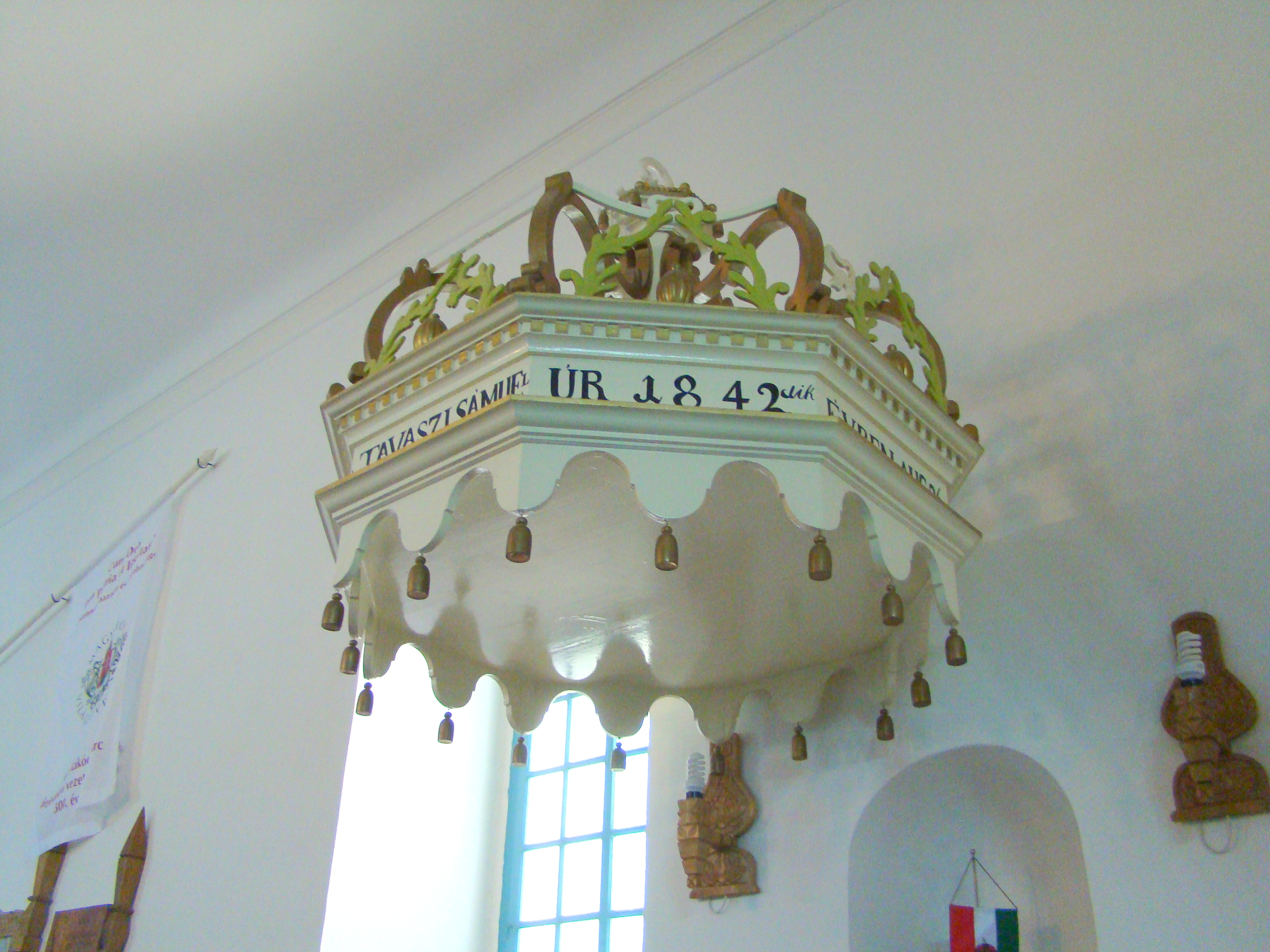
Coroana amvonului

Biserica reformată din Filpișu Mic, comuna Breaza, județul Mureș, datează din prima parte a secolului  al XIX-lea (1836). Este un monument reprezentativ pentru bisericile reformate din fostul Scaun Secuiesc al Mureșului.

## Localitatea
Filpișu Mic, mai demult Filipișul-mic, Filipișu Mic (în dialectul săsesc Klifleps, în germană Kleinphlepsdorf, Fläpsdorf, în maghiară Kisfülpös, Szászfülpös, Fülpös) este un sat în comuna Breaza din județul Mureș, Transilvania, România. Prima mențiune documentară este din anul 1291, cu denumirea Philpus. Așezare întemeiată de sași. În 1601 așezarea era complet distrusă de trupele lui Gheorghe Basta, doar cinci locuitori supraviețuind masacrului. Satul avea să rămână părăsit timp de câteva decenii, în jurul anului 1660 fiind repopulat cu maghiari și români.

## Biserica
Prima biserică se afla pe locul actualei biserici reformate. Era construită din lemn și acoperită cu șindrilă. Avea să fie demolată în 1836, actuala biserică reformată fiind construită pe locul ei între 1836 și 1838. Tribuna de vest datează din 1865, iar cea estică din 1921, în care a fost amplasată o orgă construită în 1790, adusă de la biserica din Suseni.
În data de 13 mai 1912 o furtună puternică a distrus acoperișul bisericii, clopotnița, casa parohială și școala confesională. Biserica a fost reacoperită cu țiglă, actuala casă parohială a fost construită între 1912-1913, iar școala a fost reparată.
În 1925, în locul clopotniței distruse de furtună, a fost construit, deasupra intrării vestice, un turn de cărămidă cu înălțimea de 24,7 m. În locul clopotului rechiziționat în Primul Război Mondial a fost turnat un clopot nou, din donațiile locuitorilor din Filpișu Mic. Celălalt clopot folosit în prezent a fost adus în anul 1978 din Ilia.

### Exterior

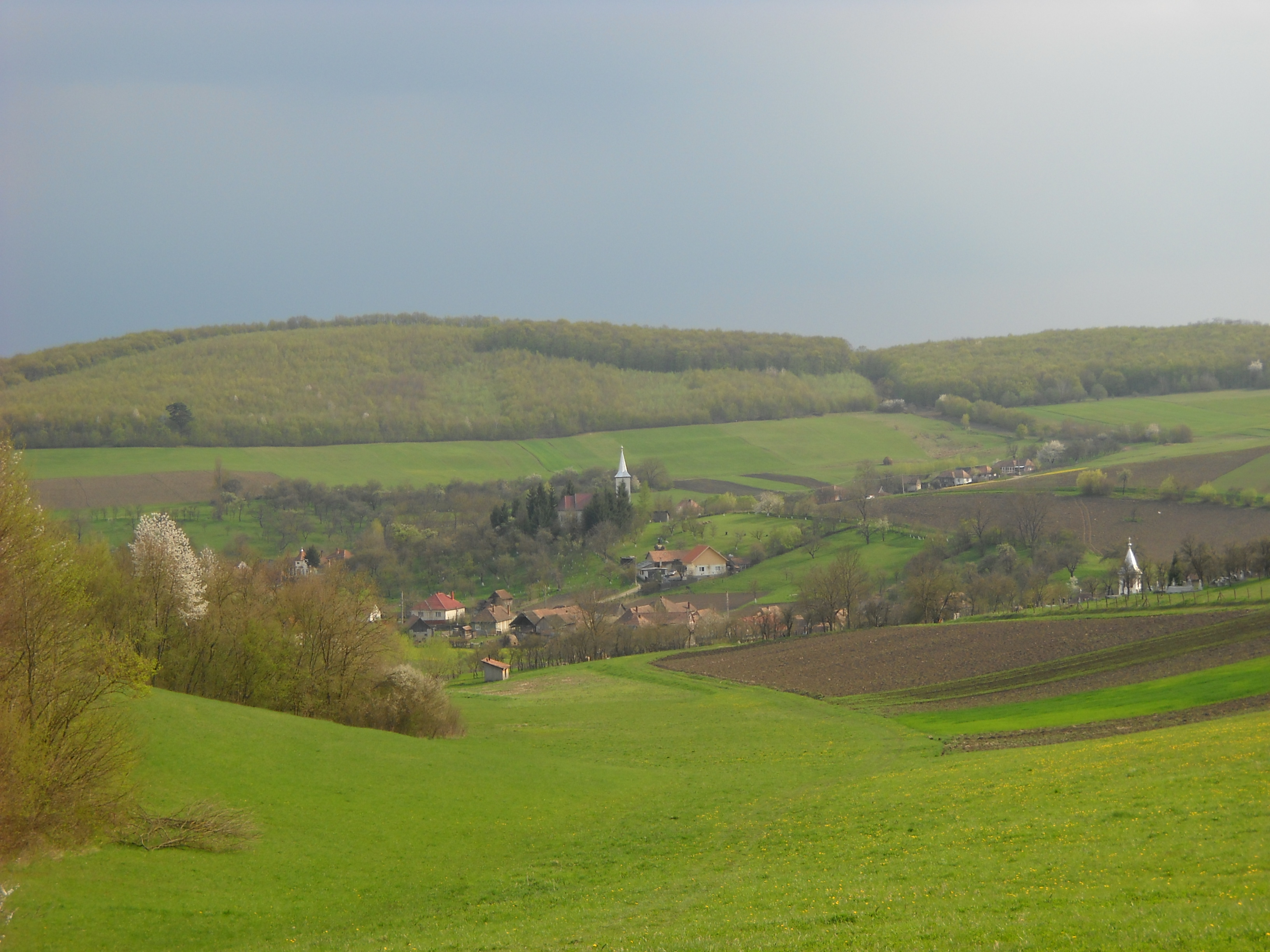
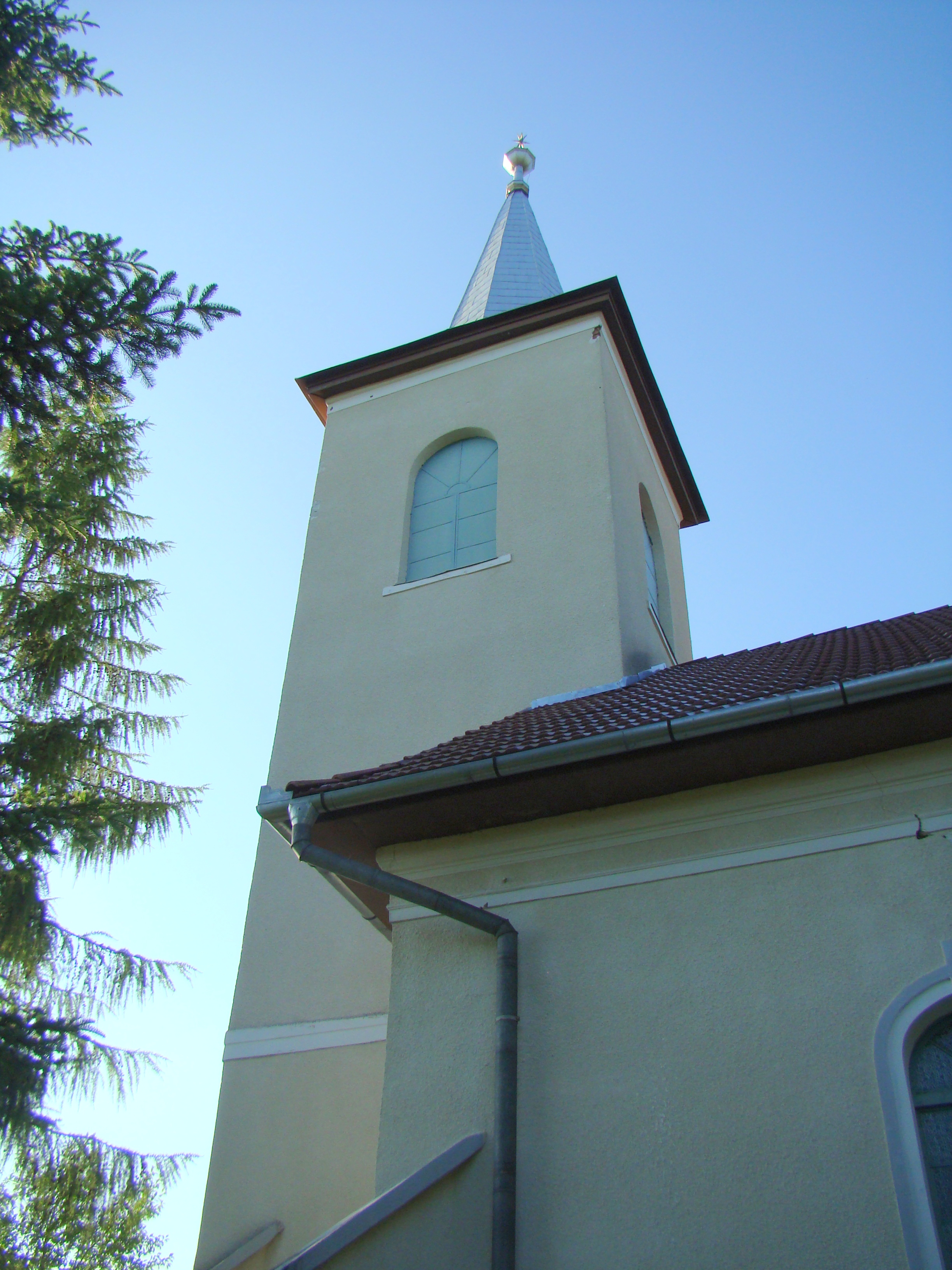
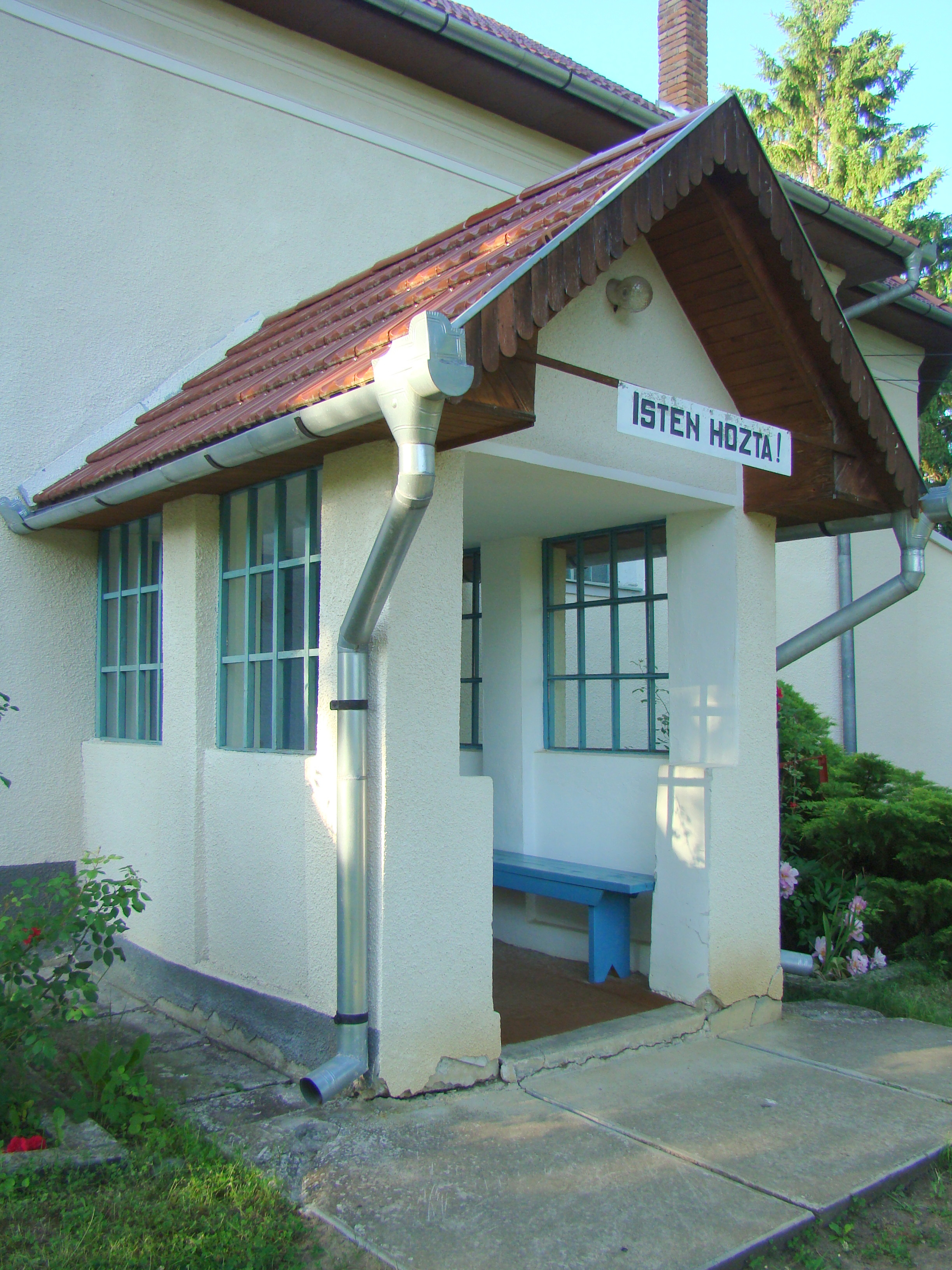
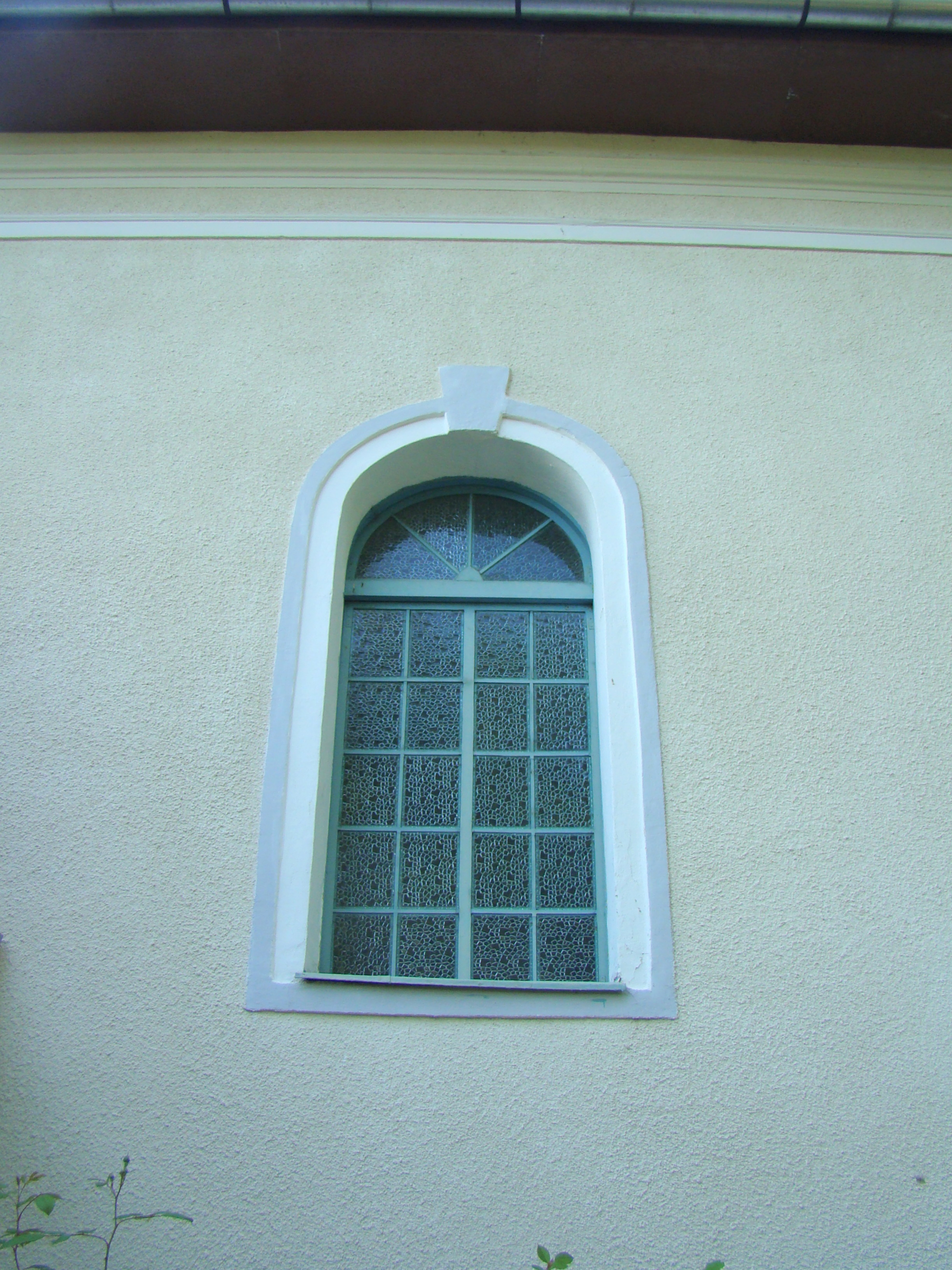
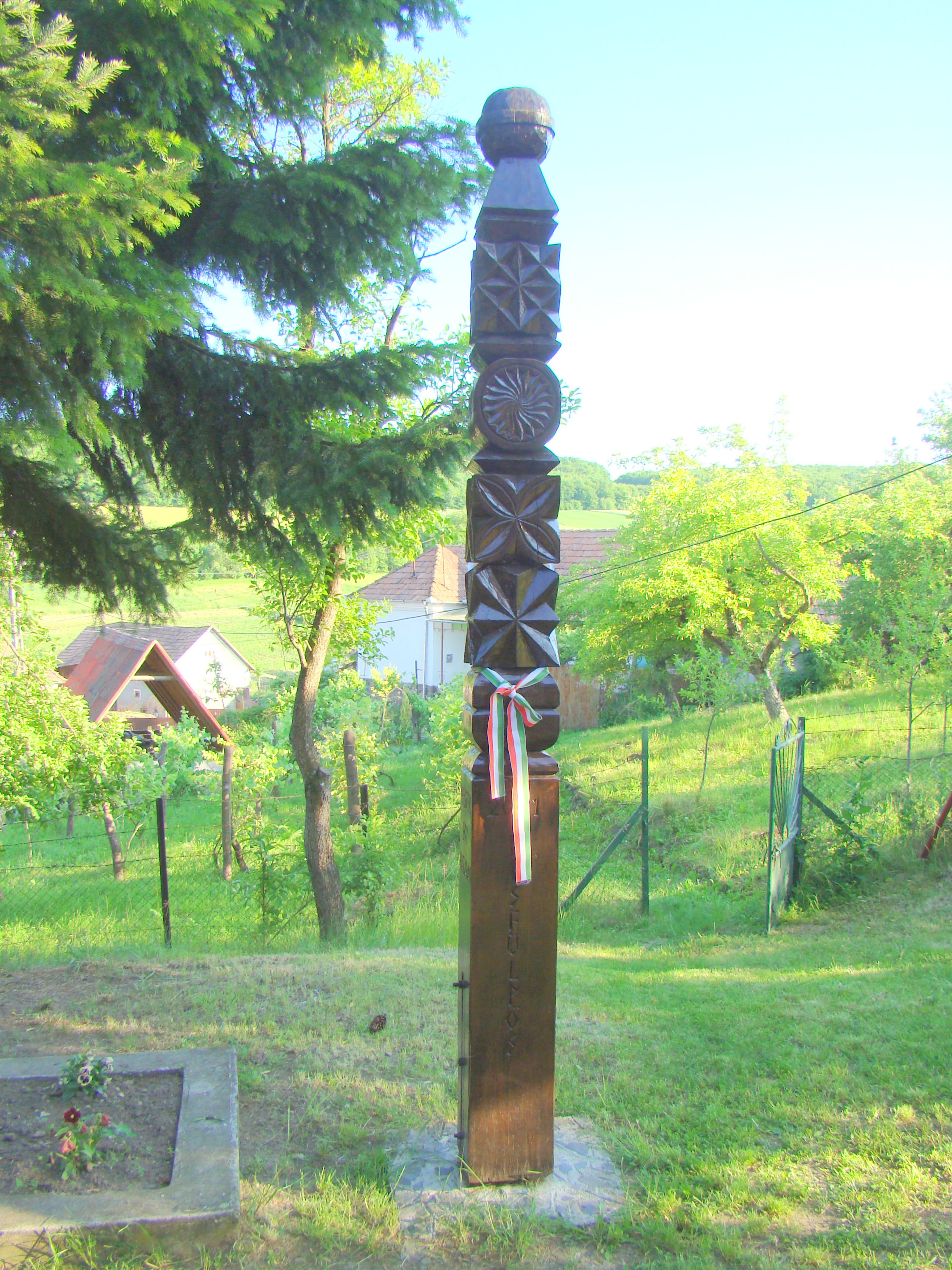
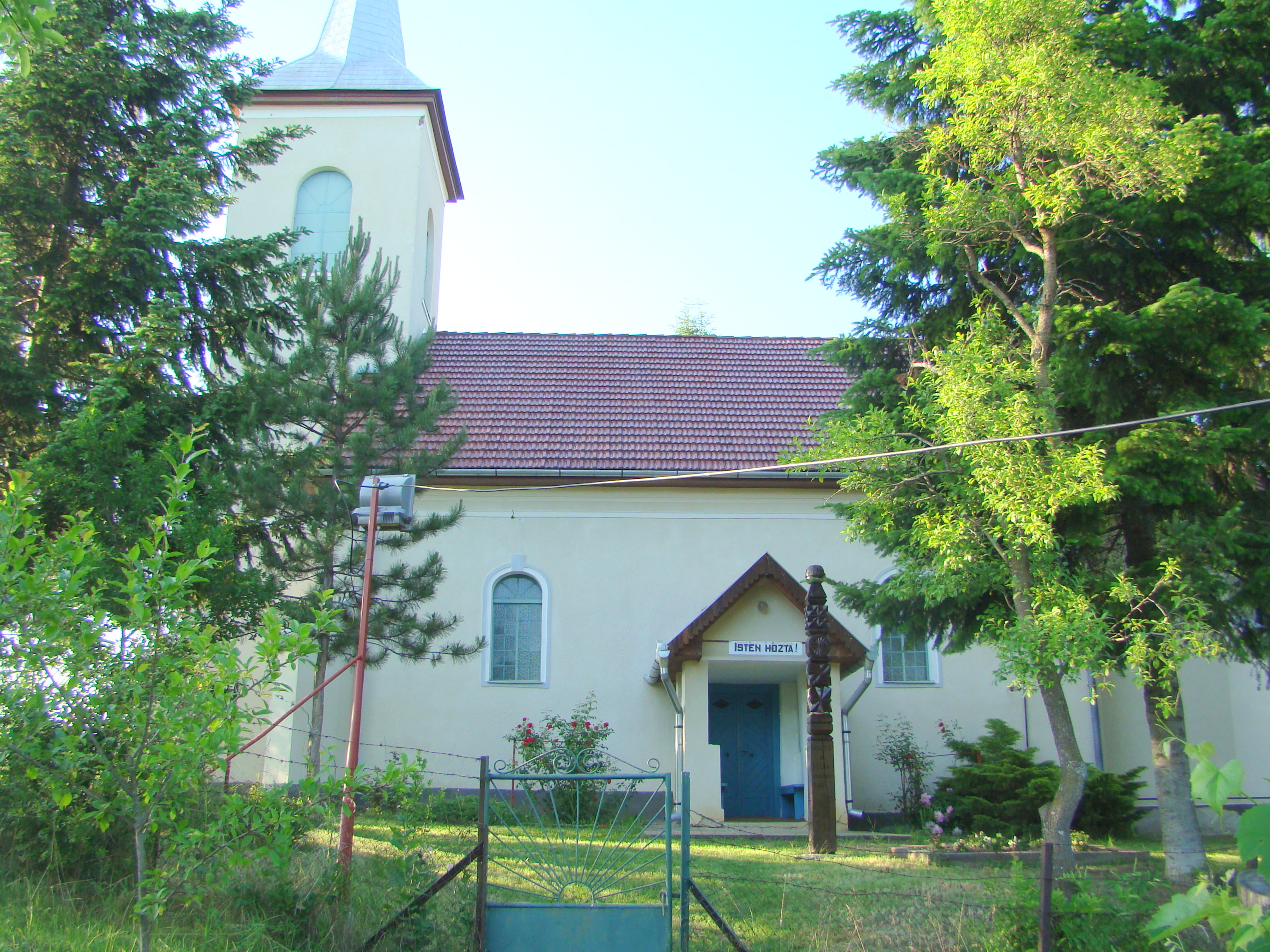
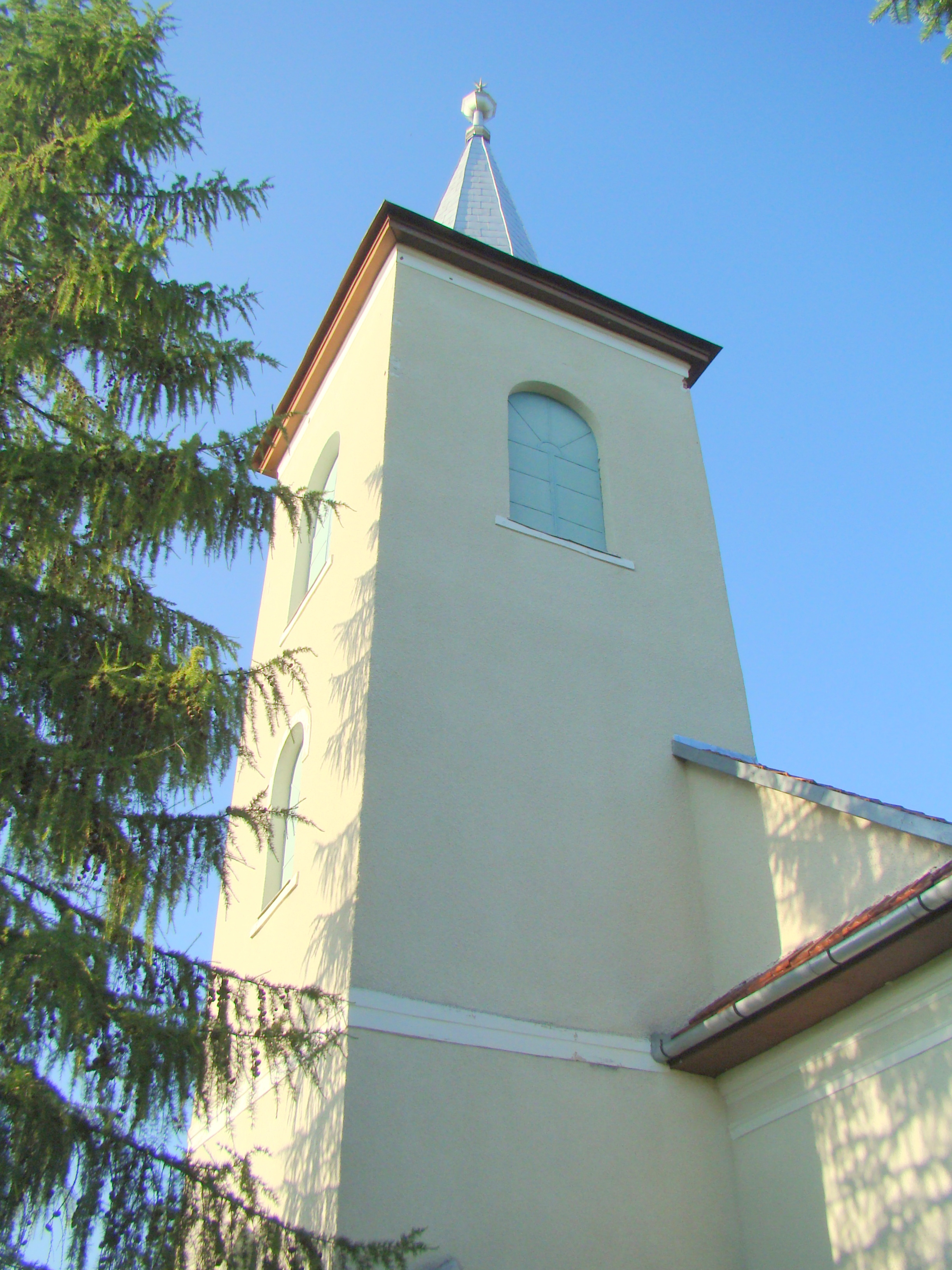
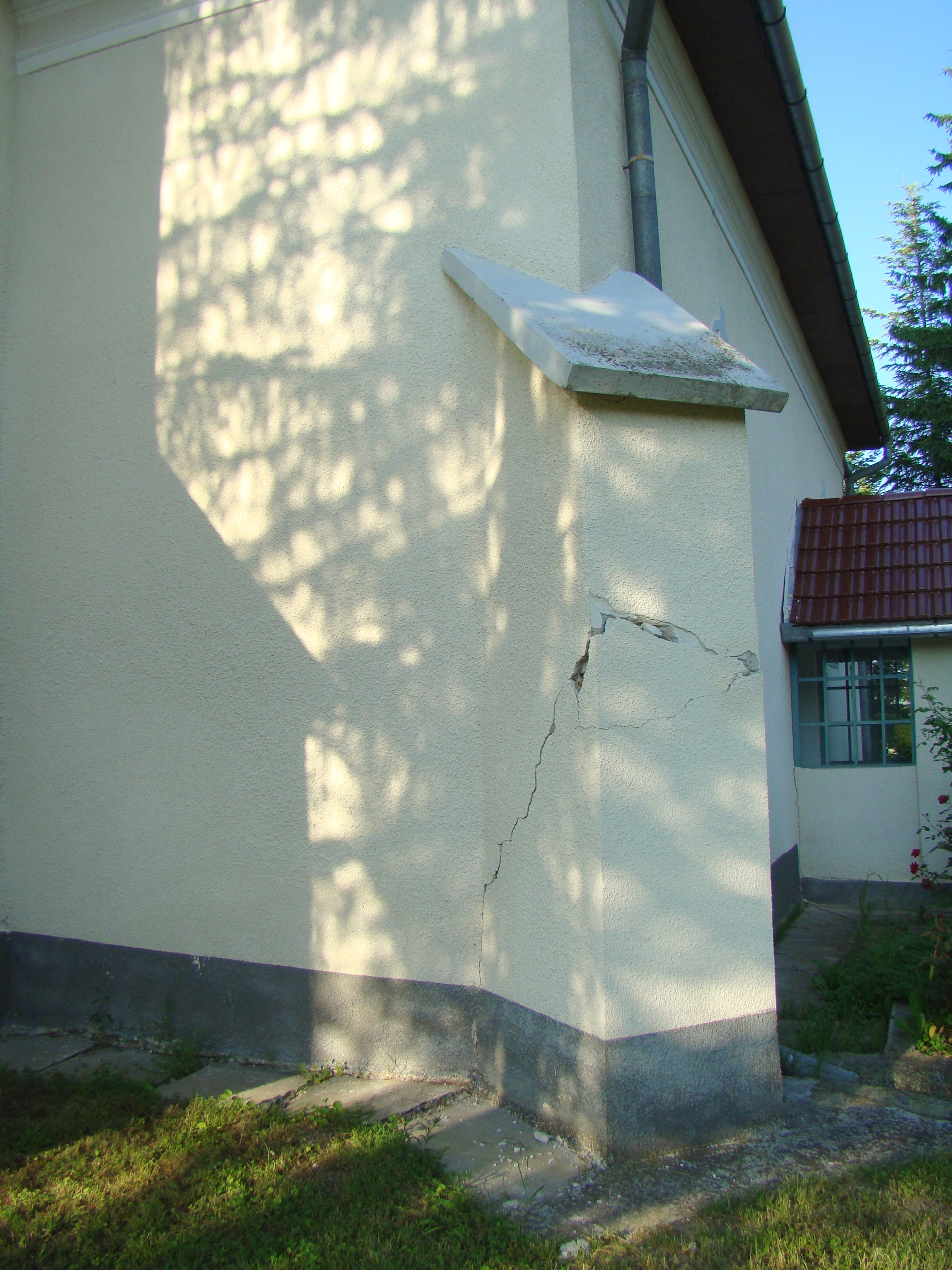
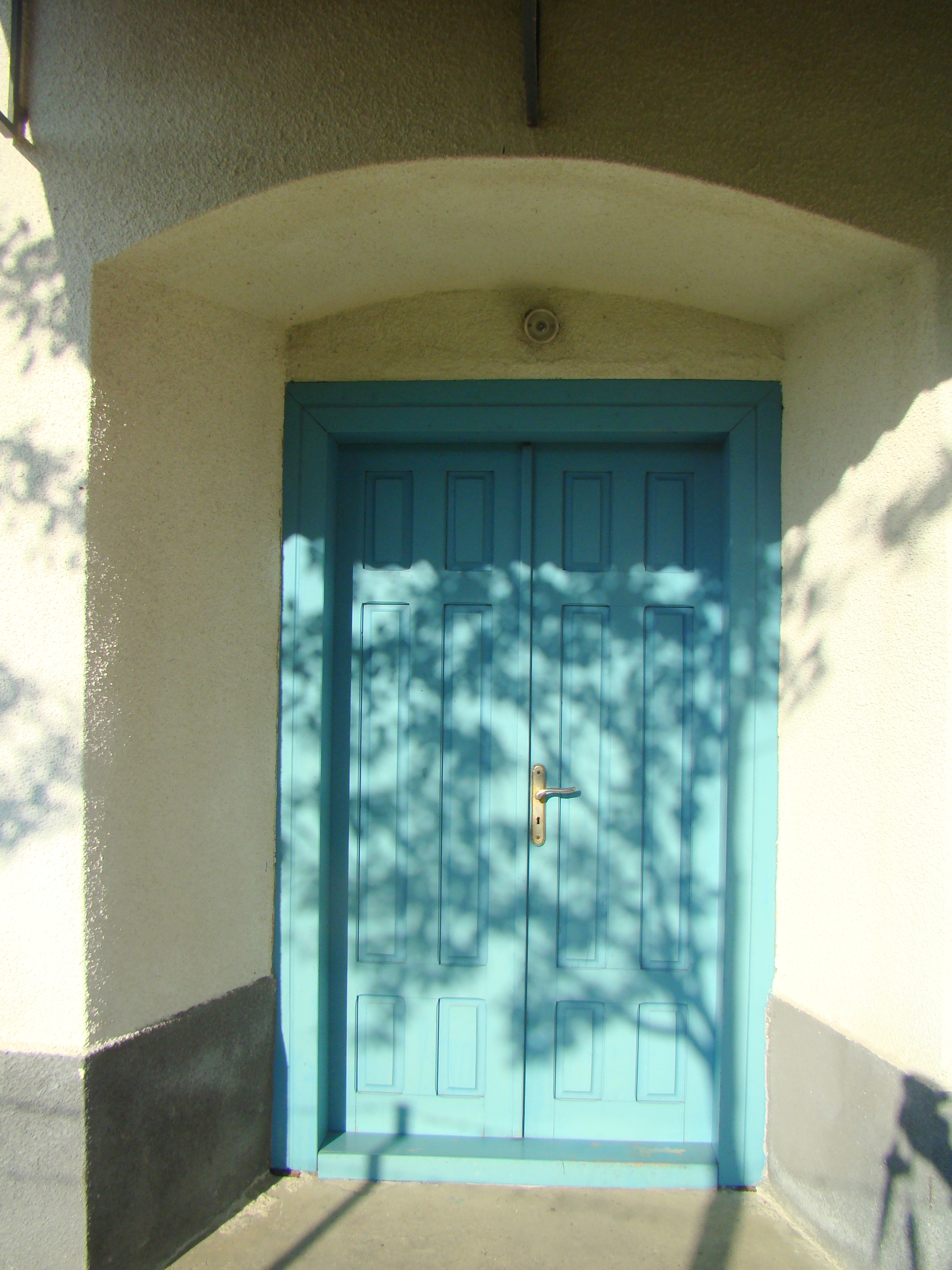
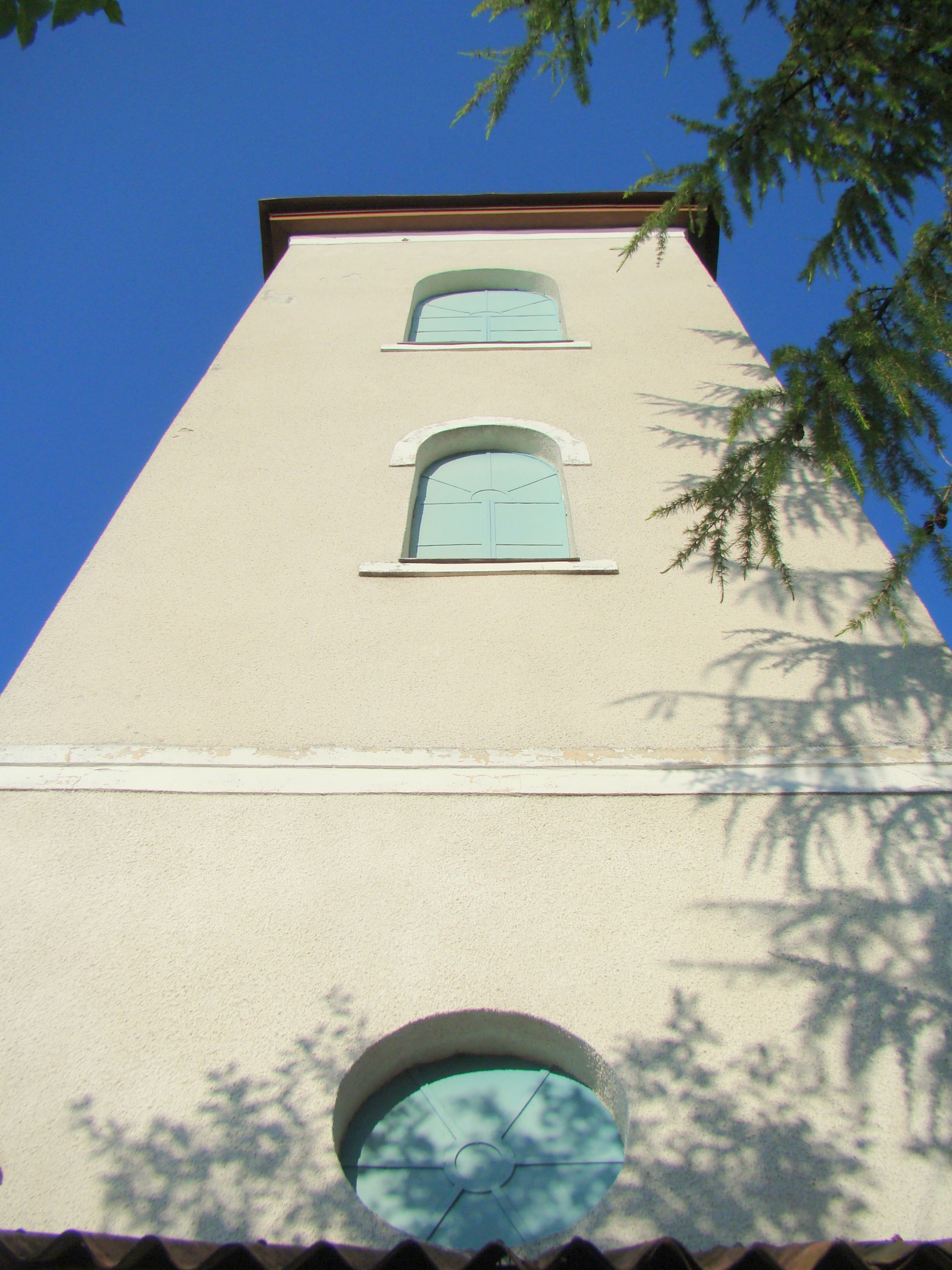
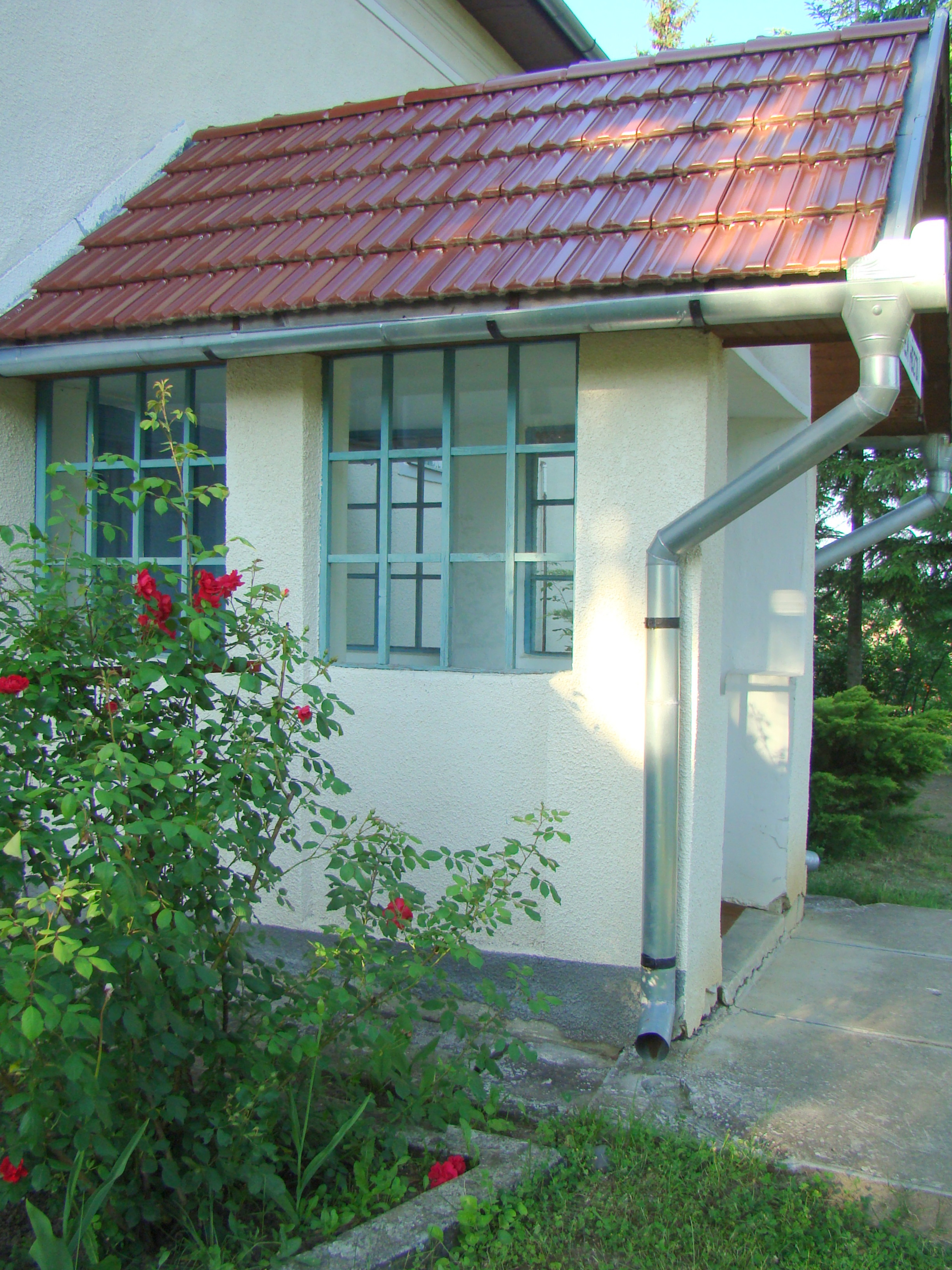
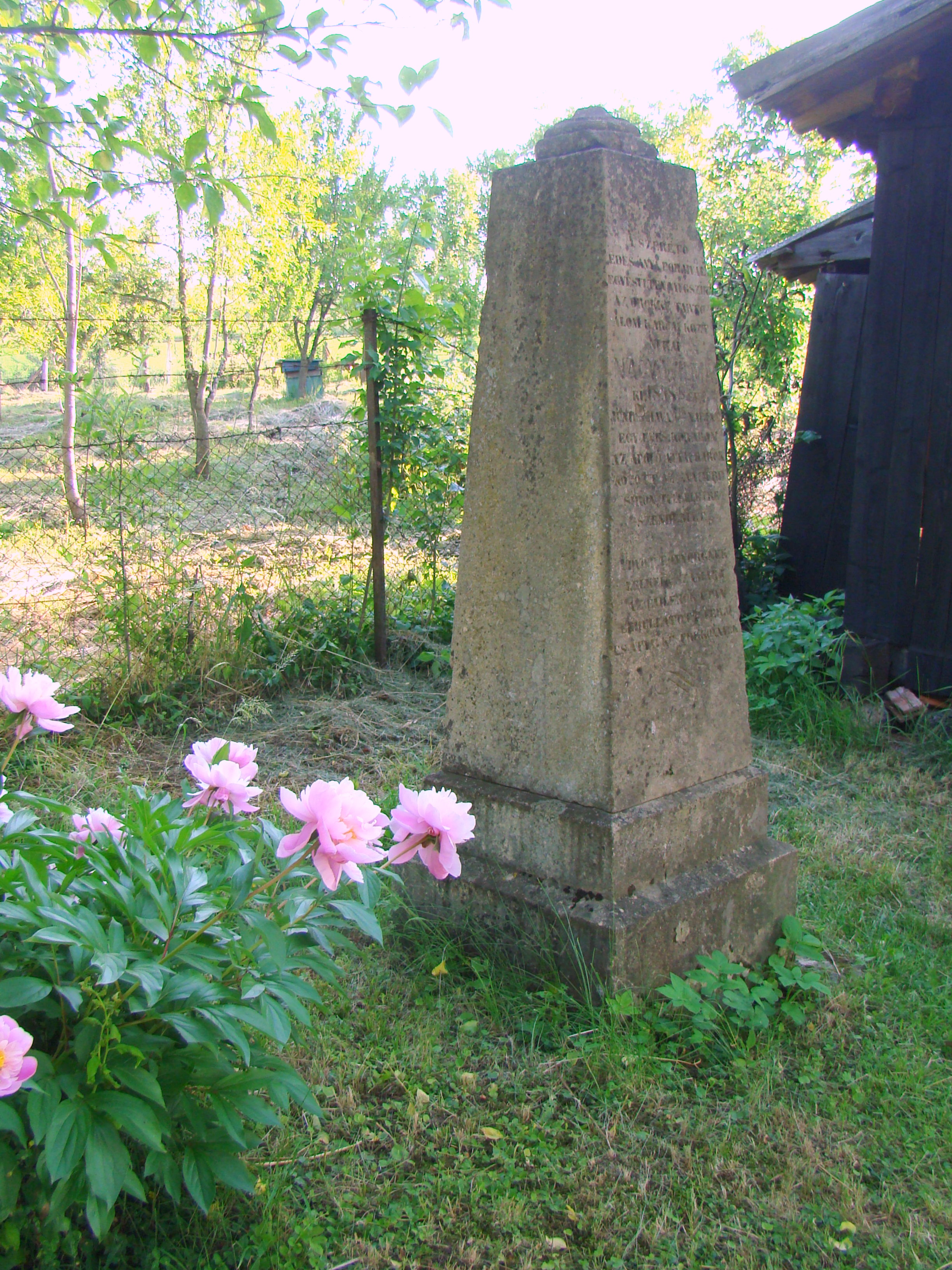
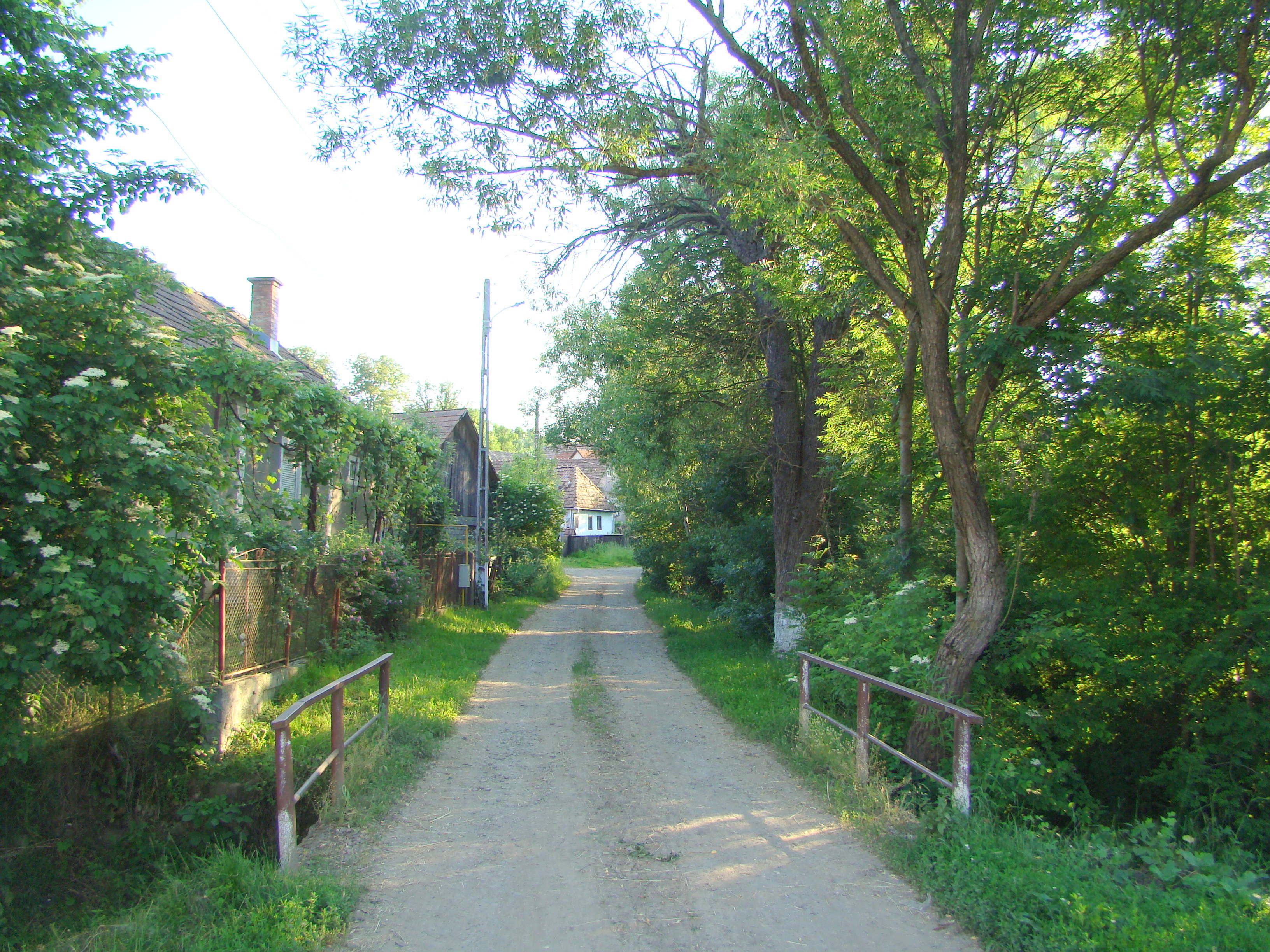

### Interior

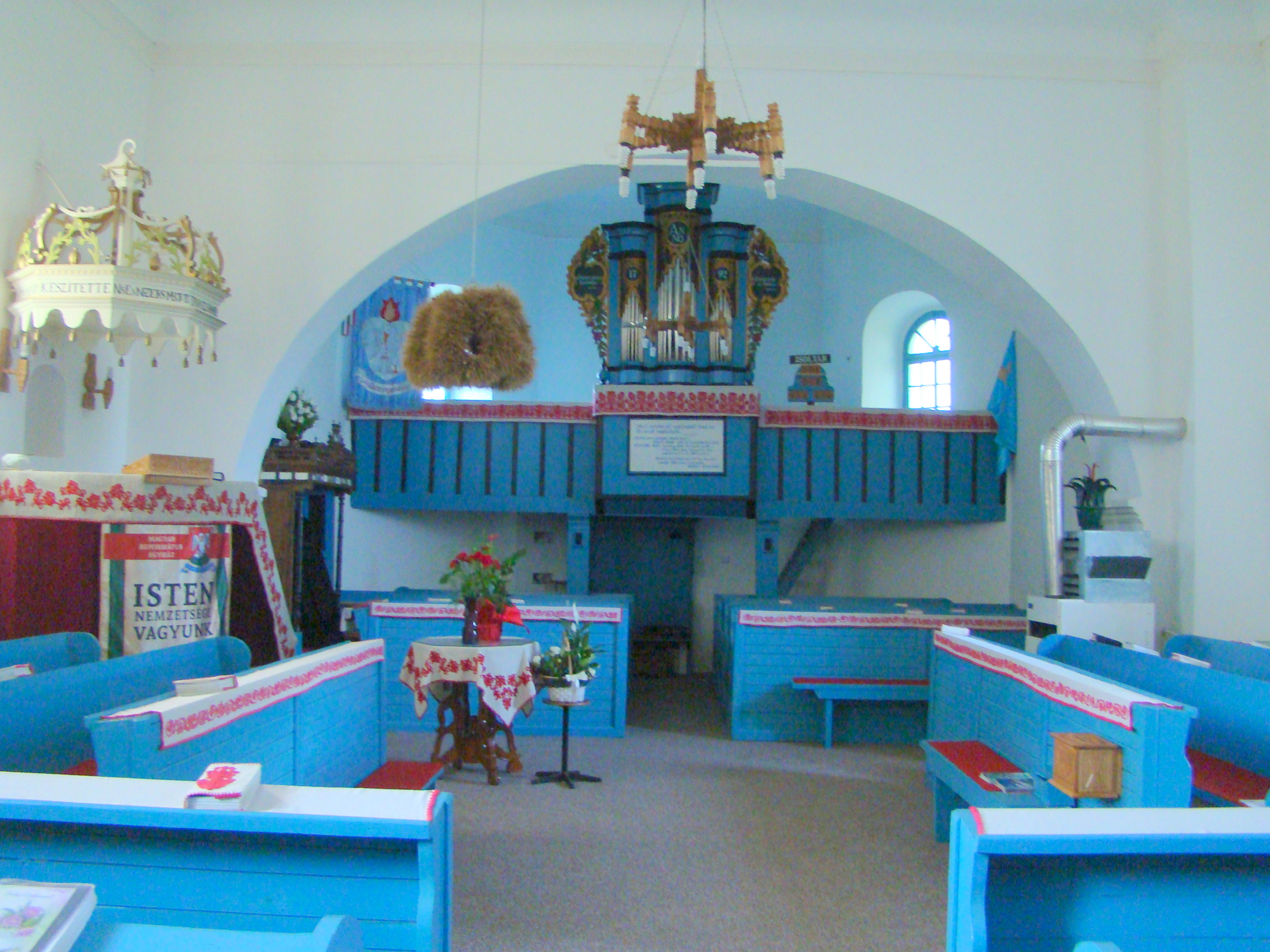
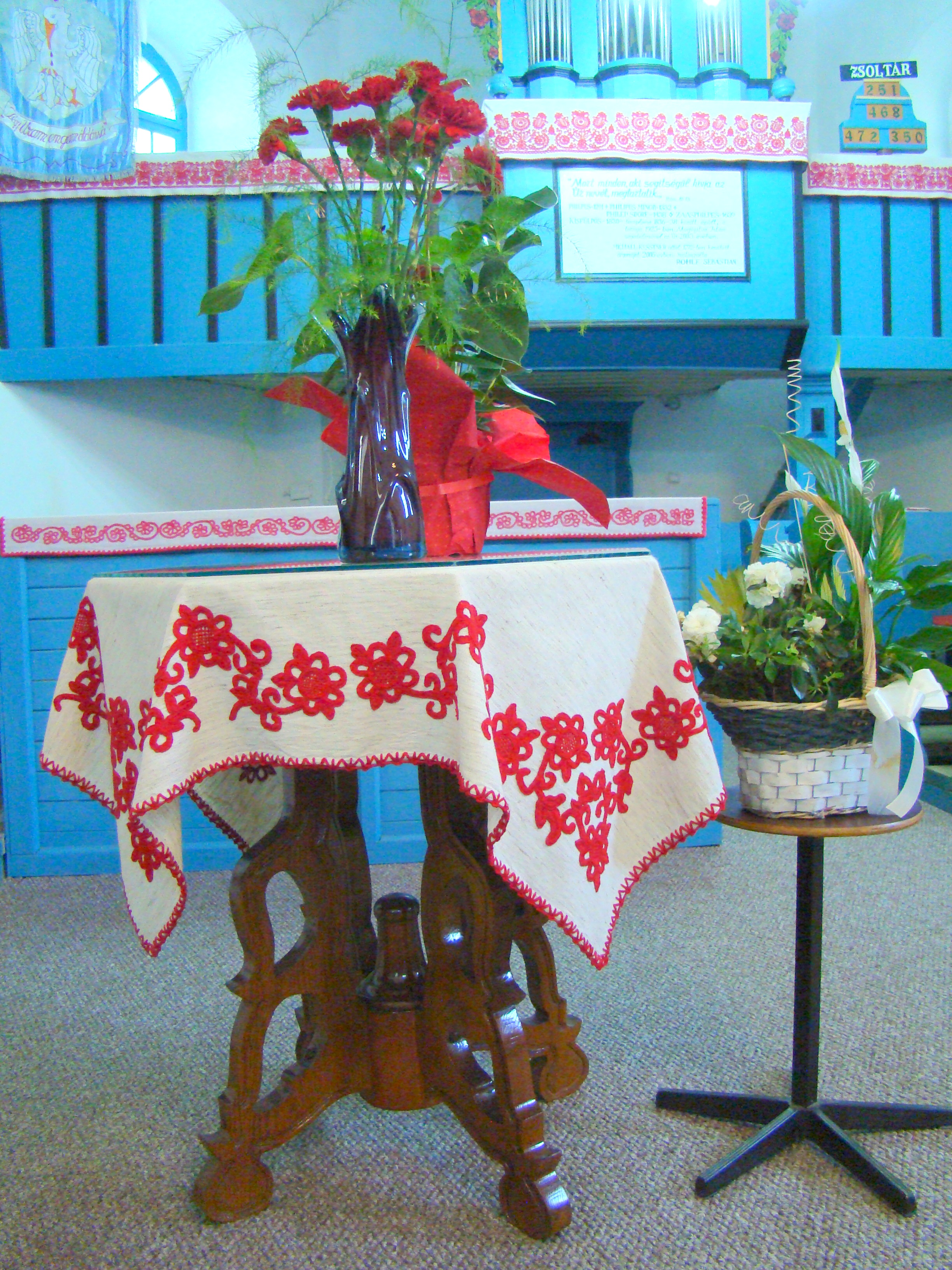
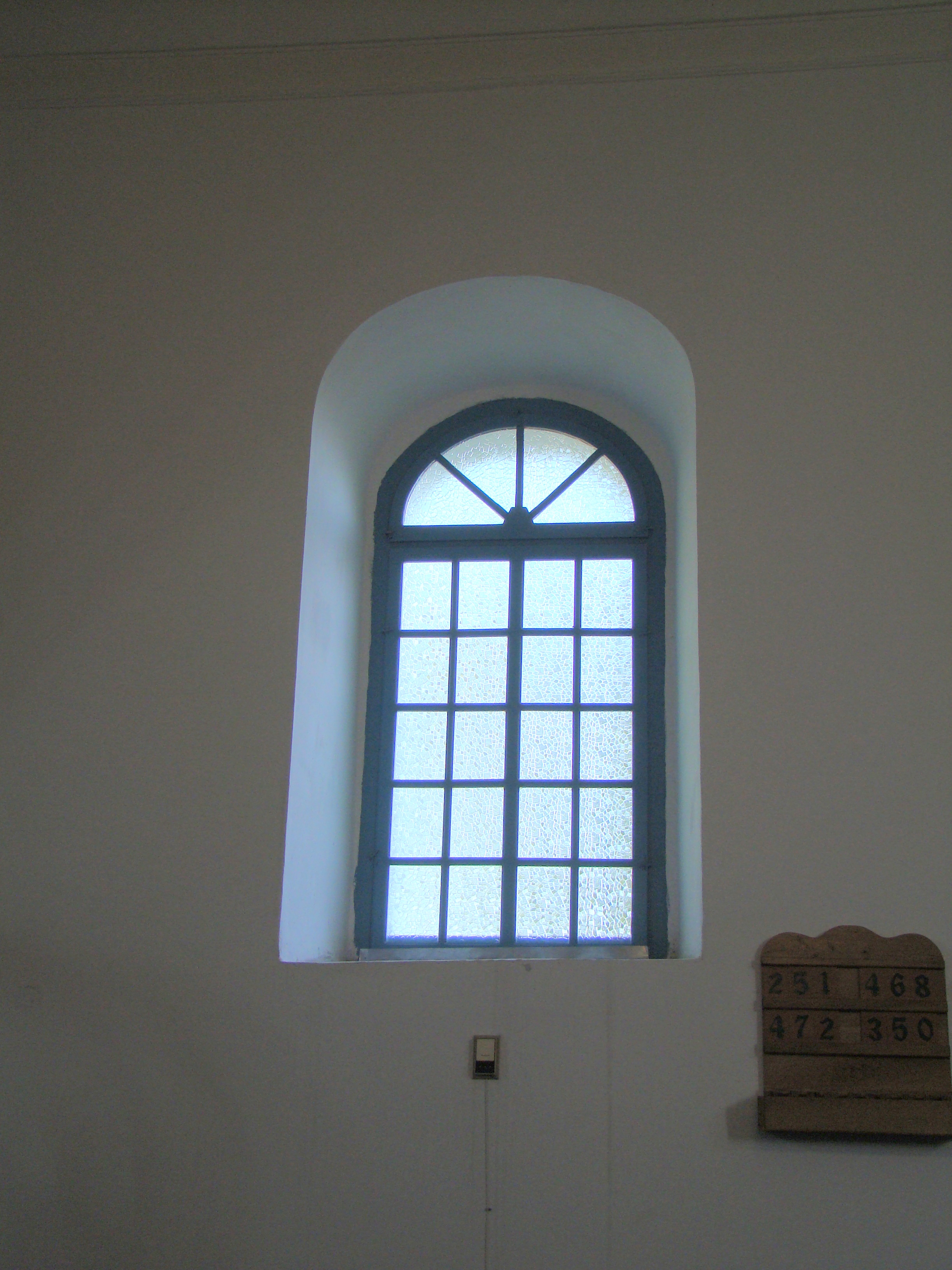
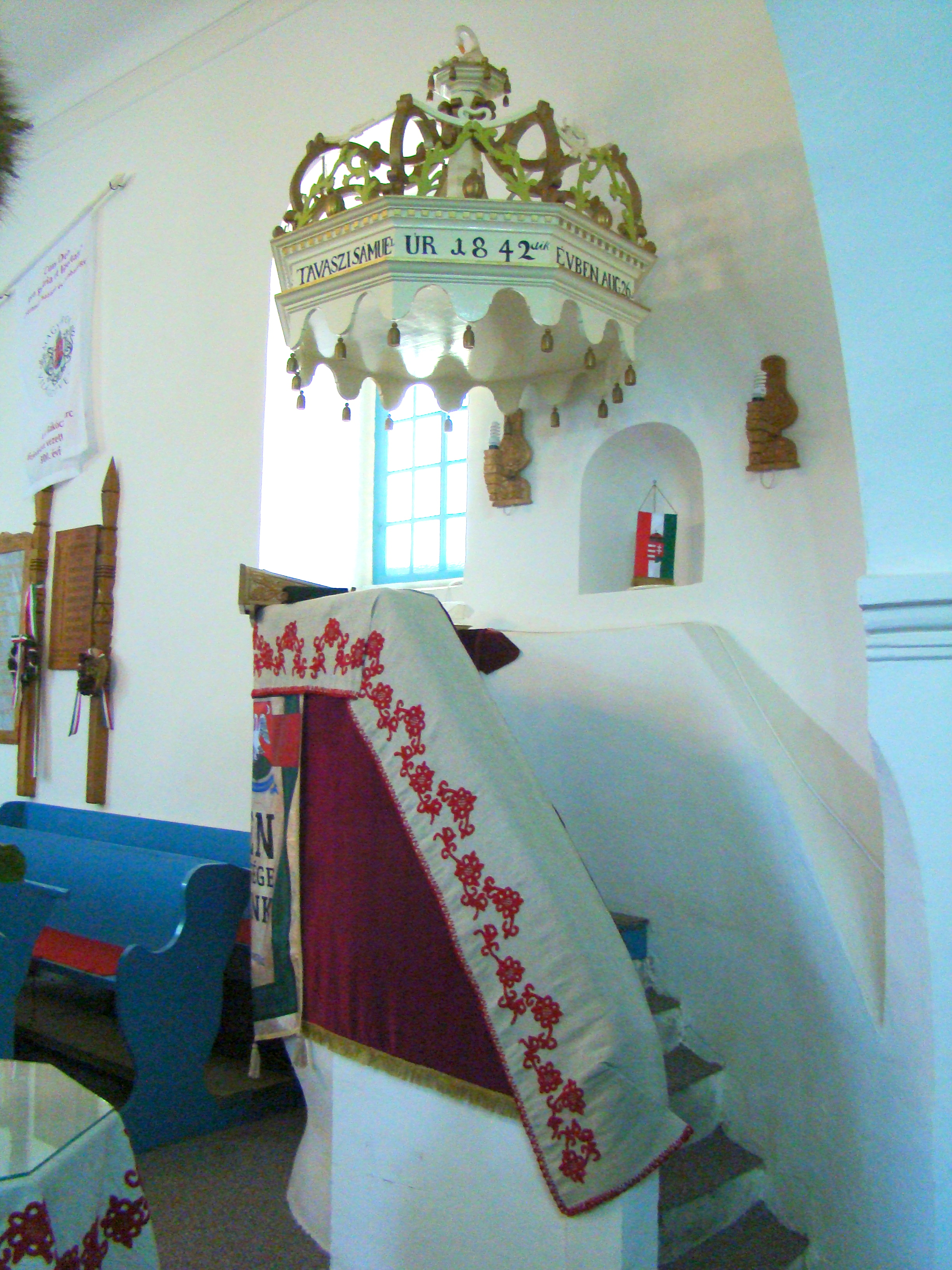
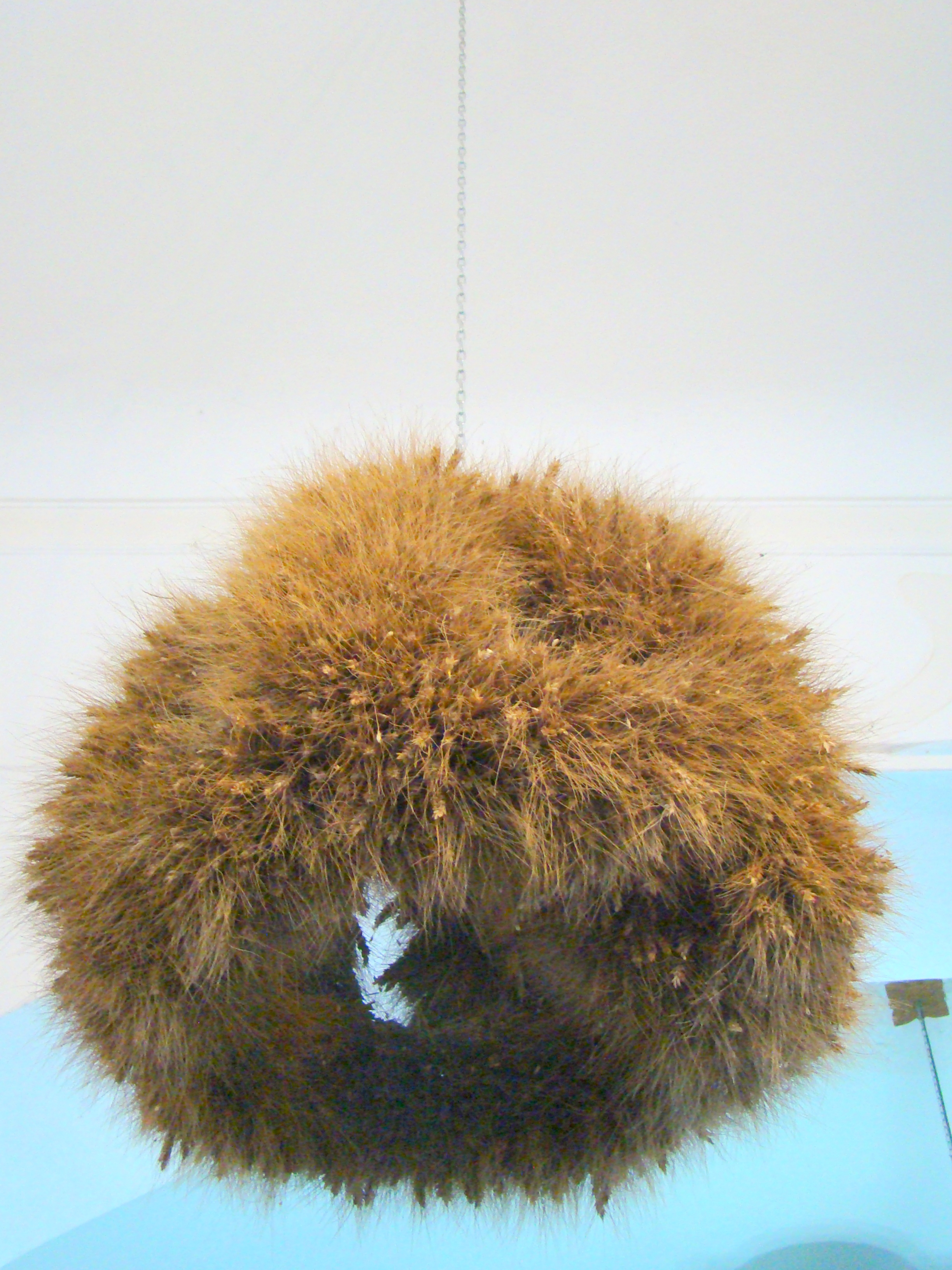
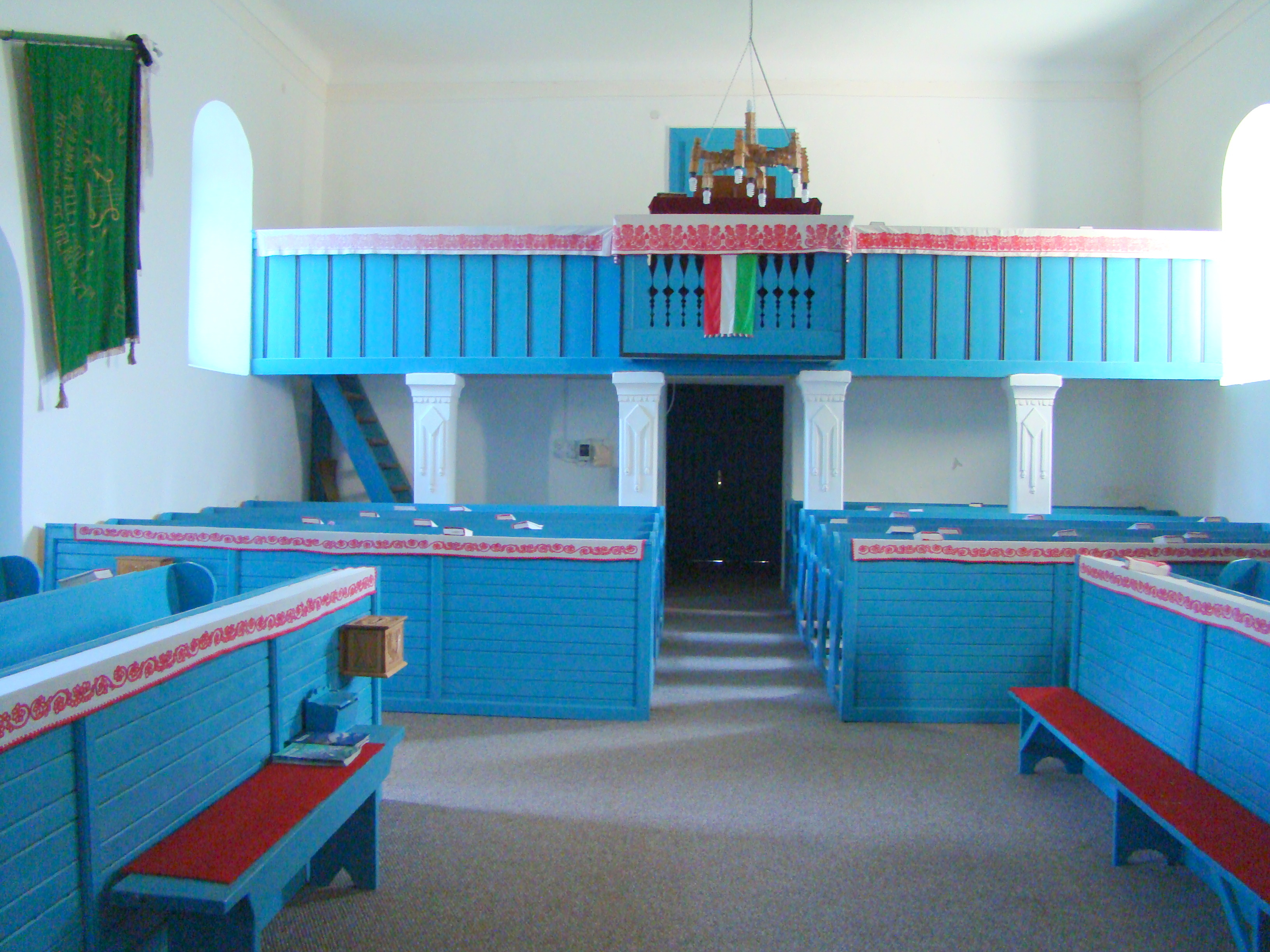
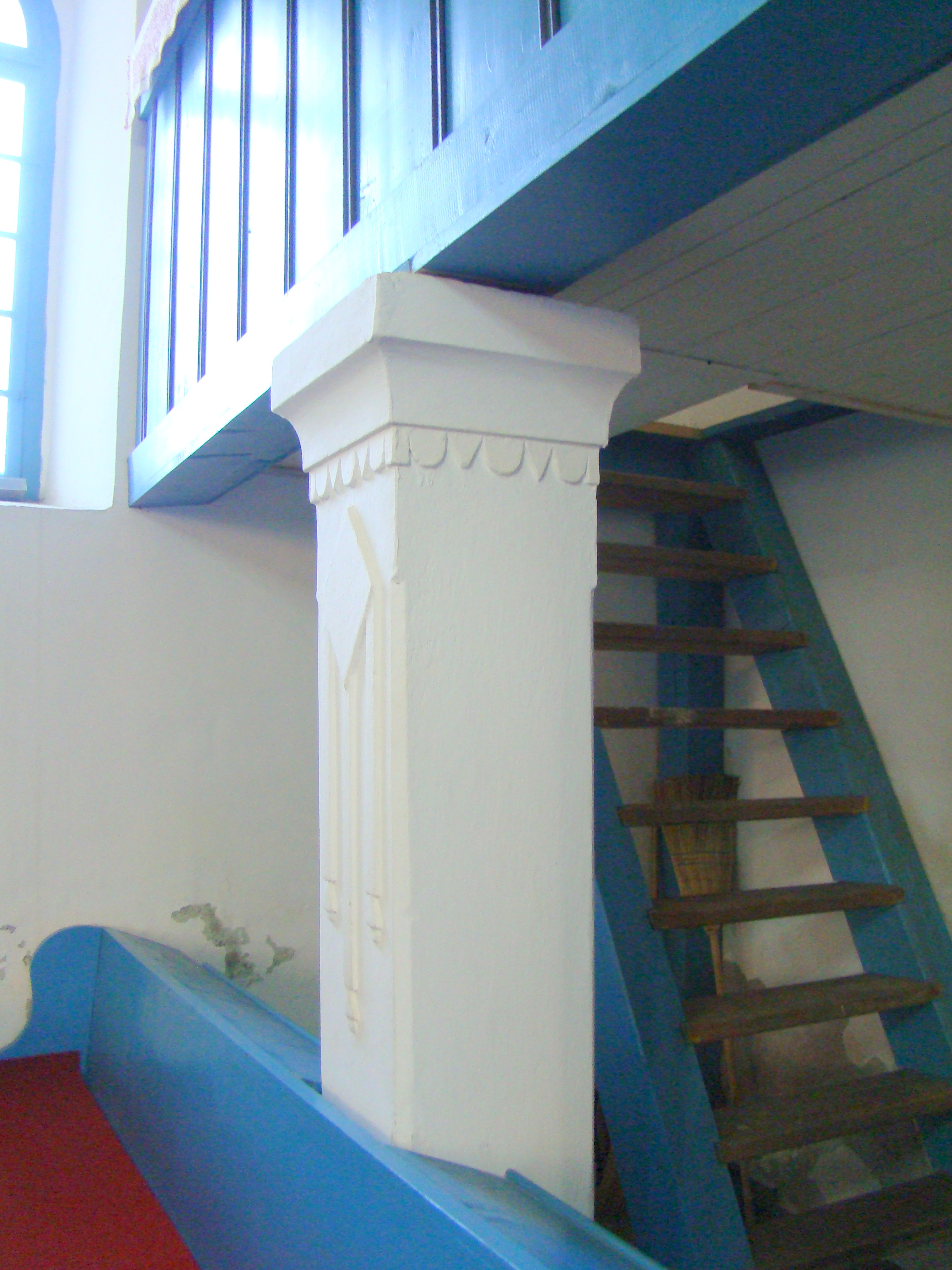
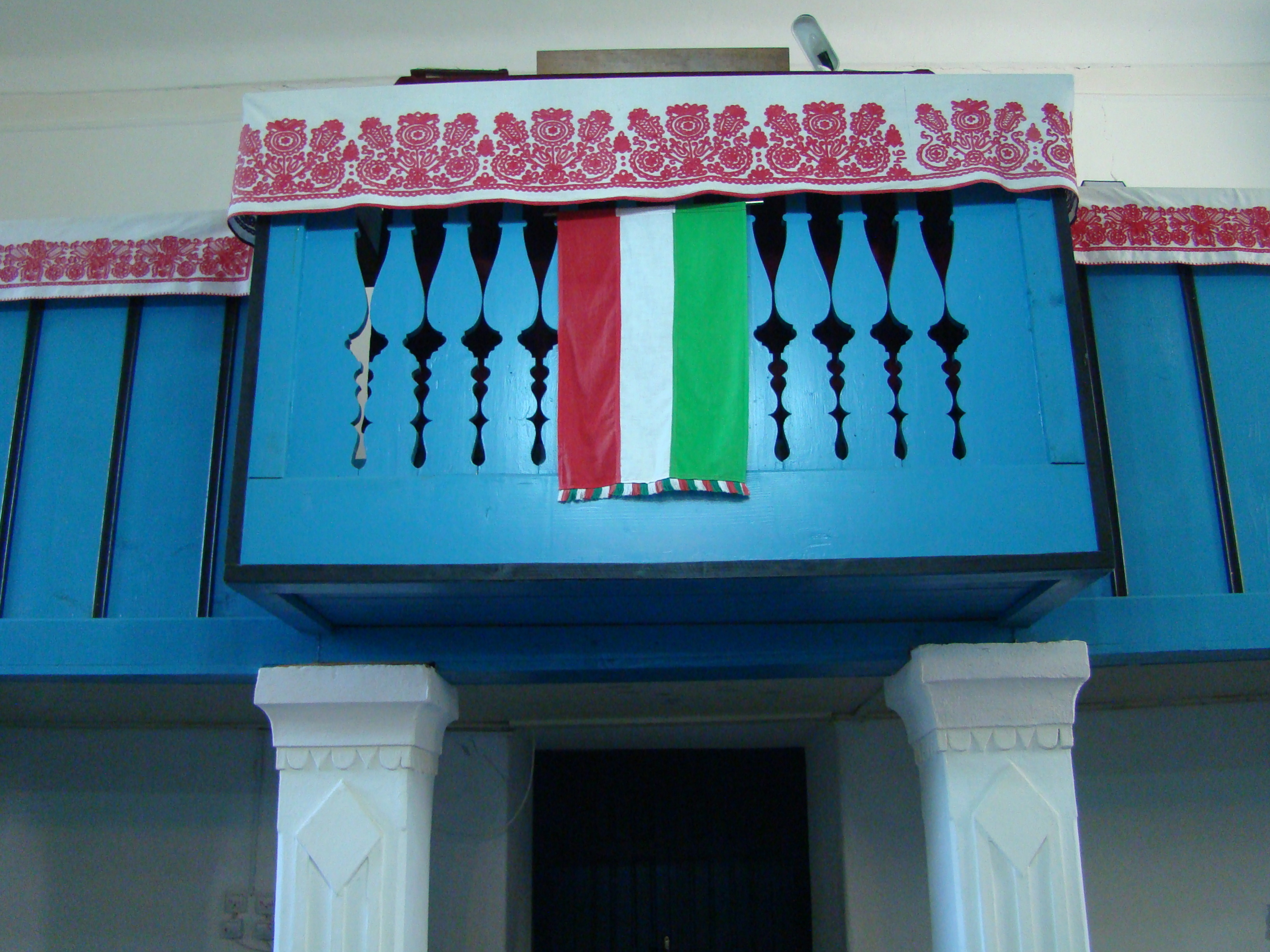
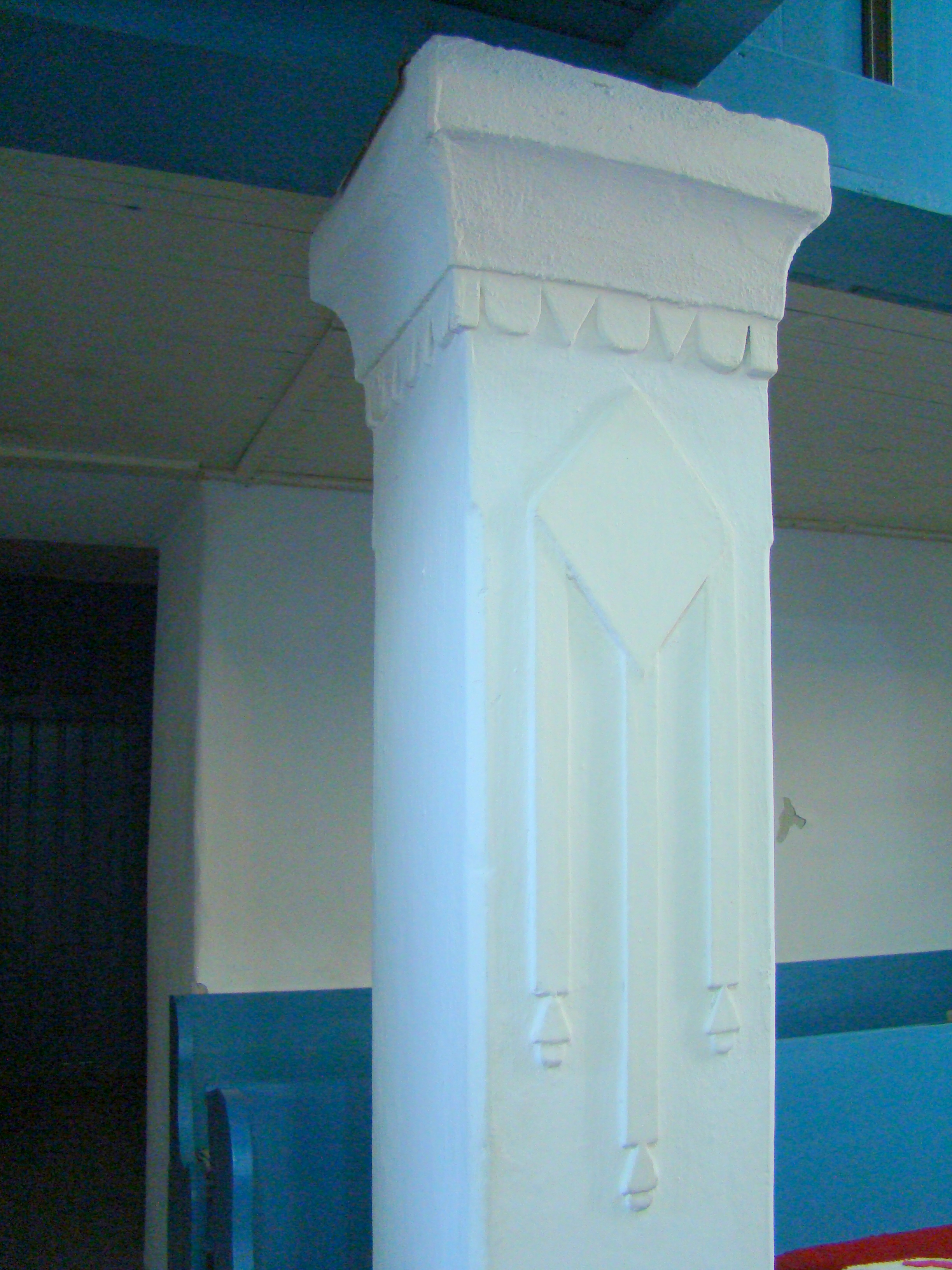
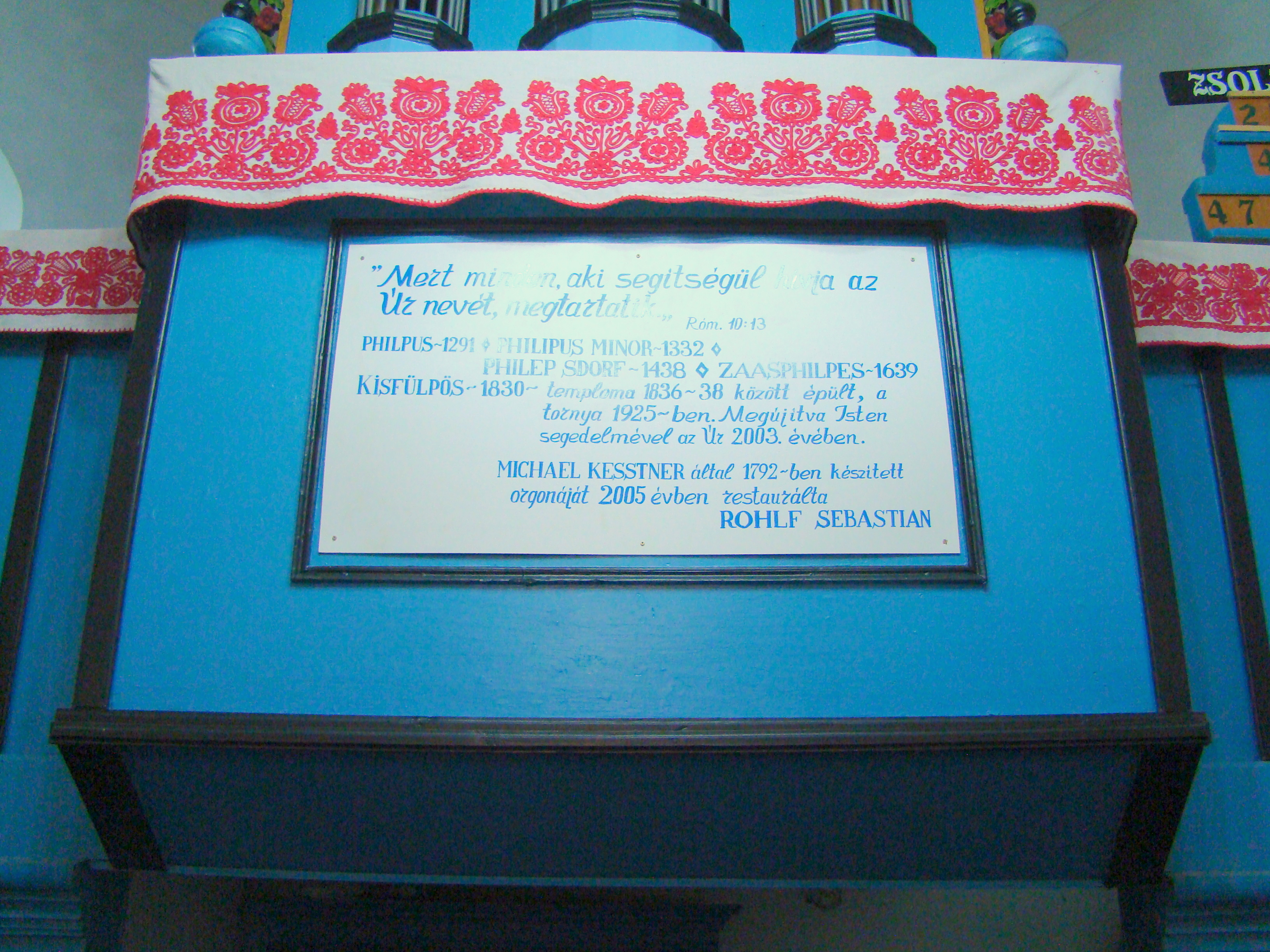
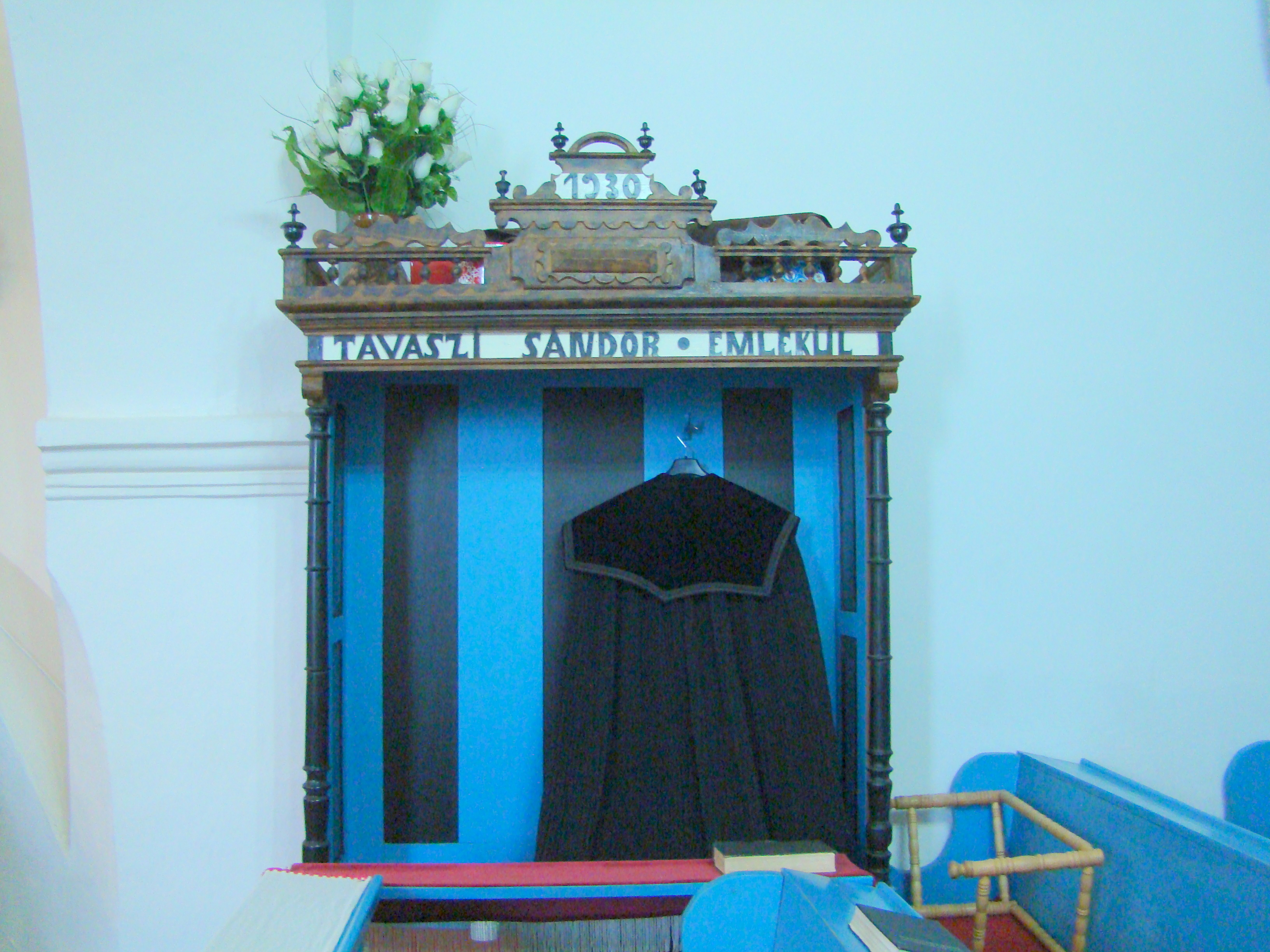
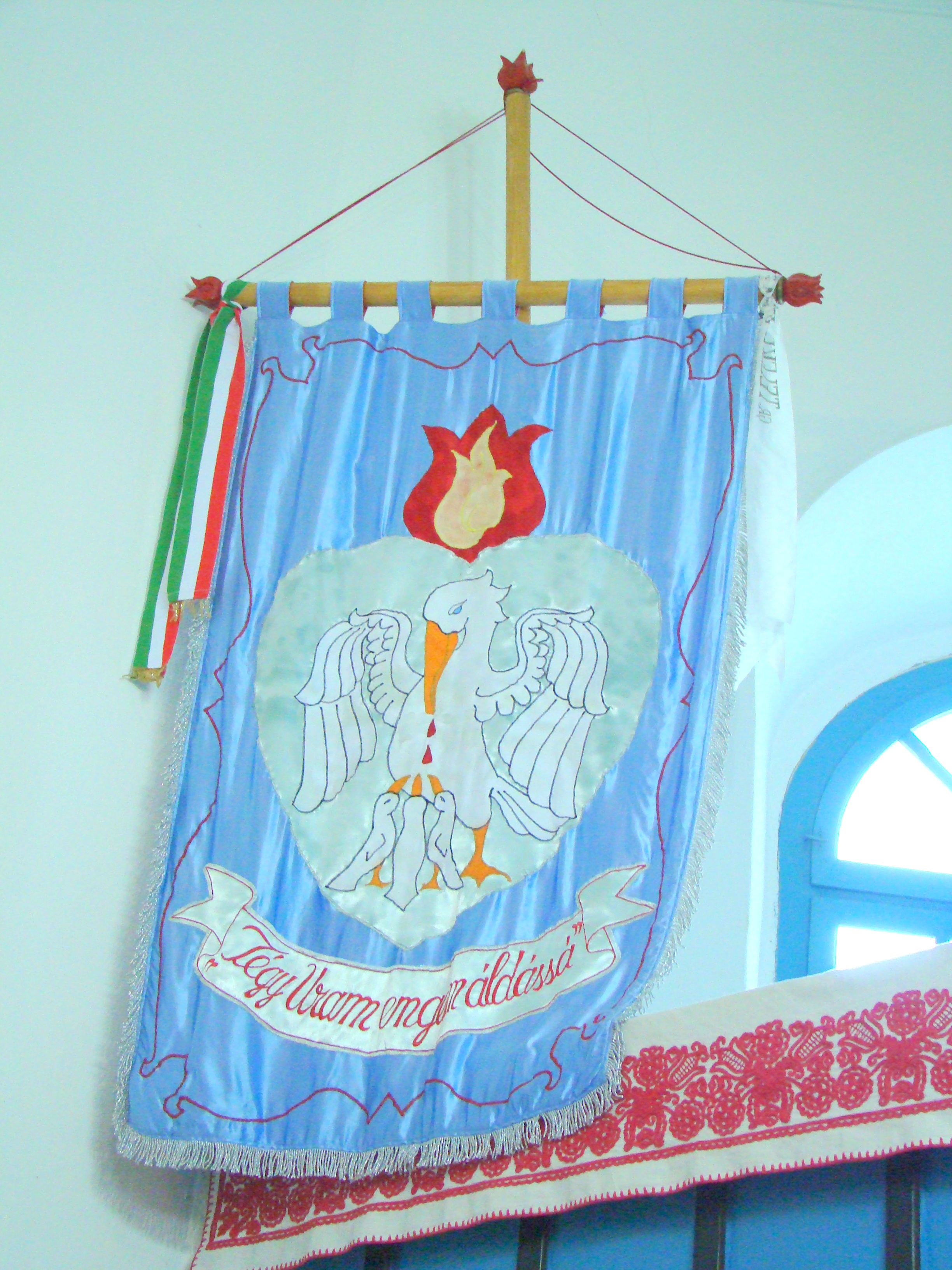
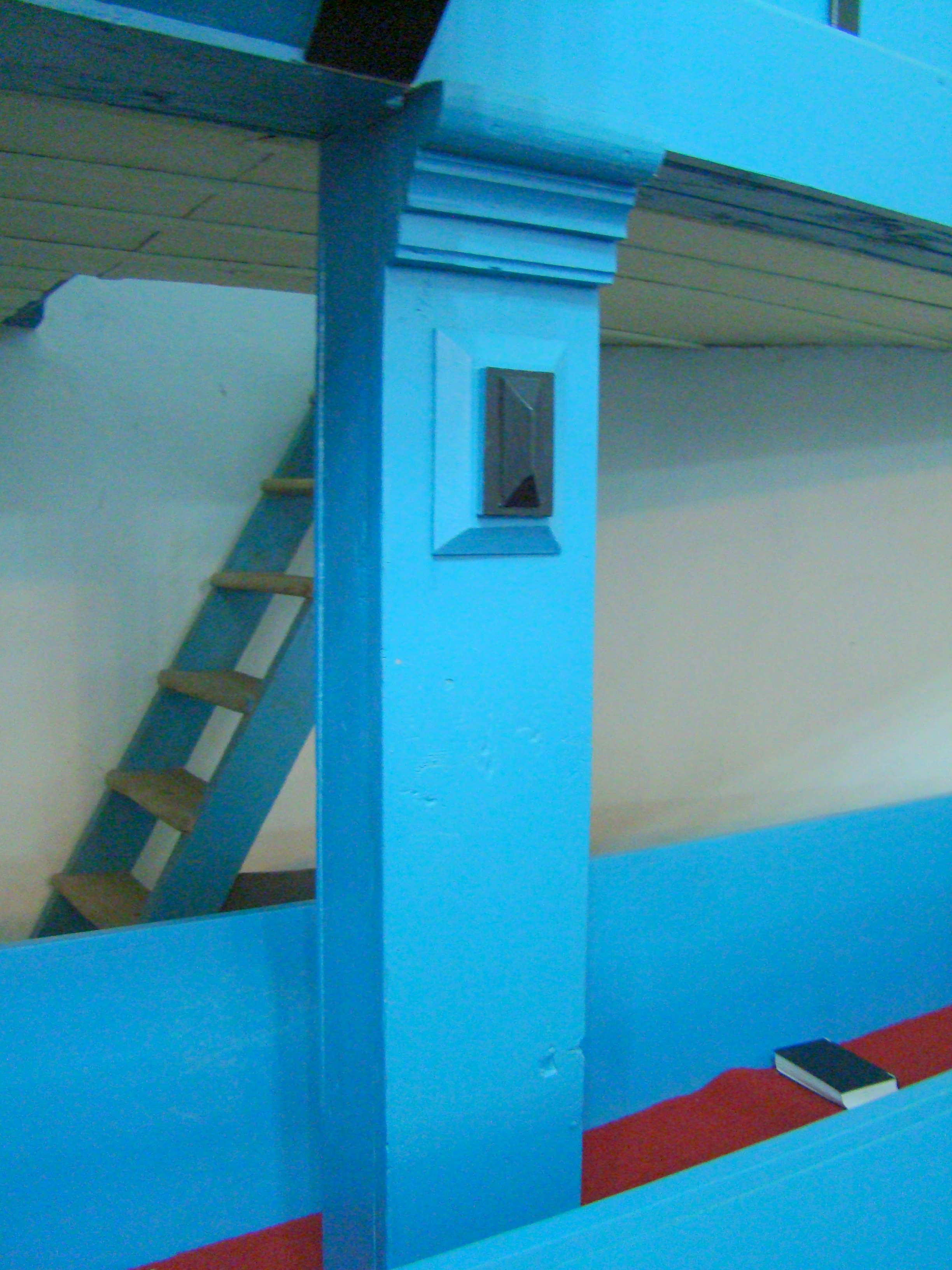
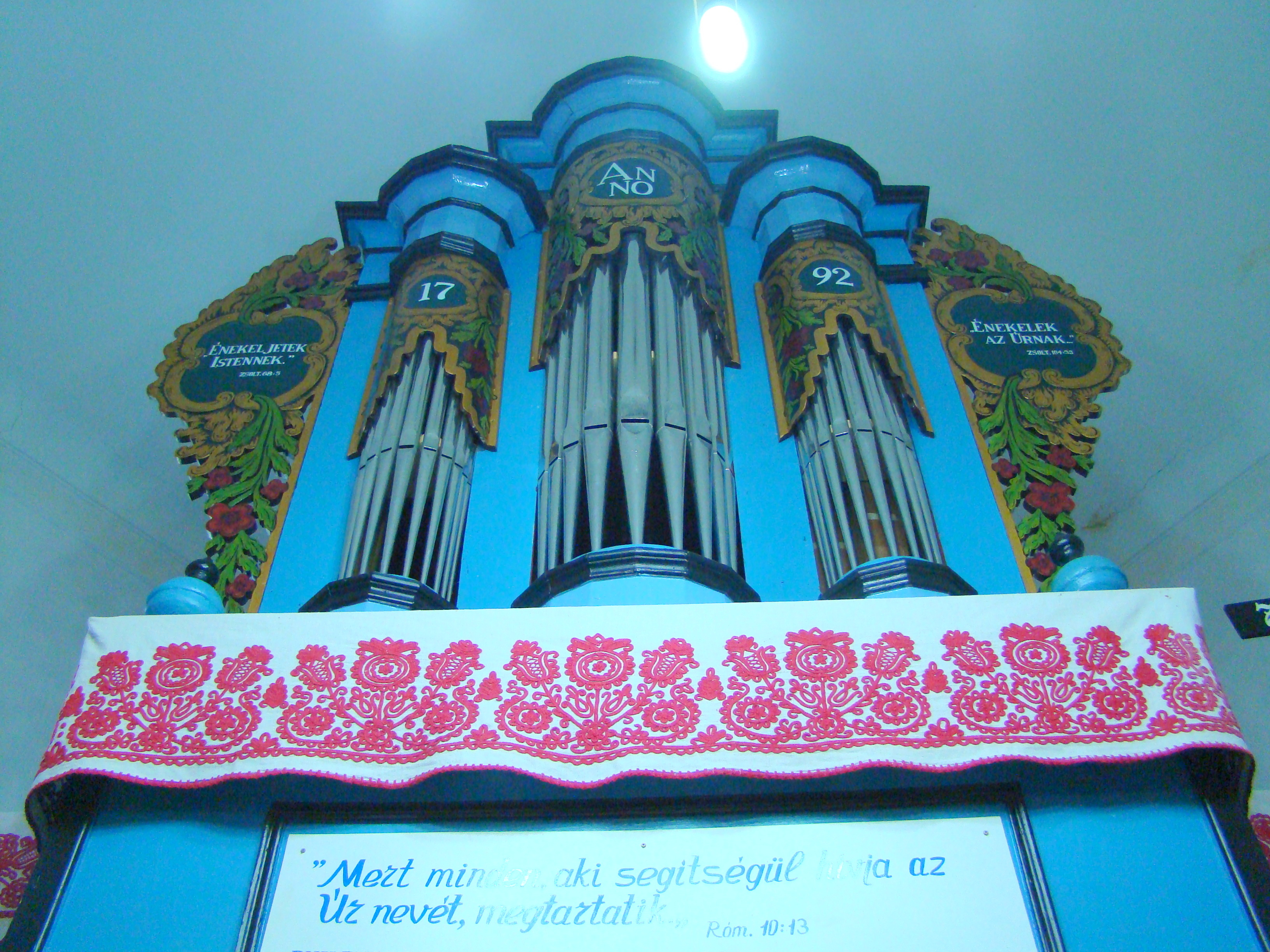
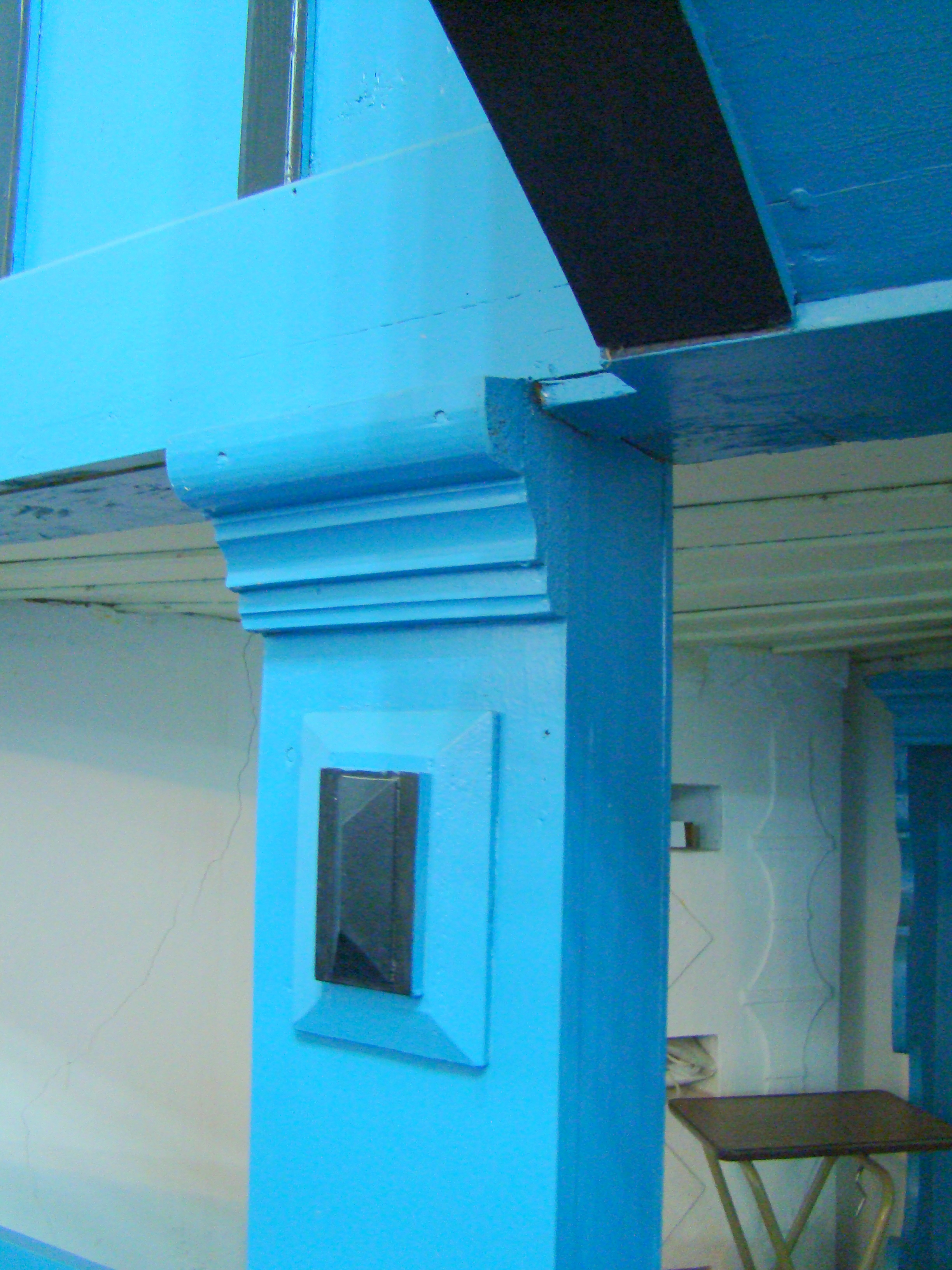
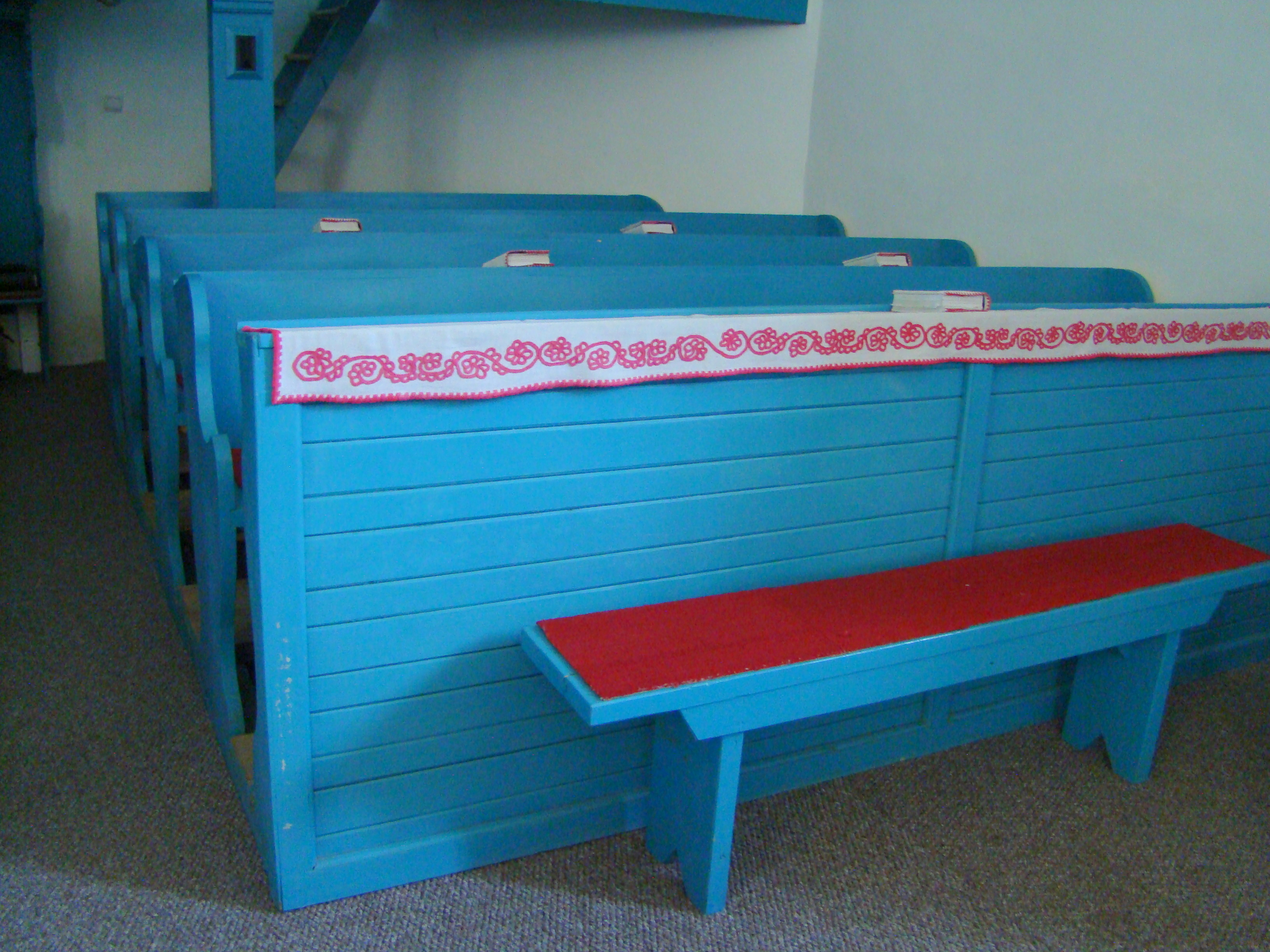
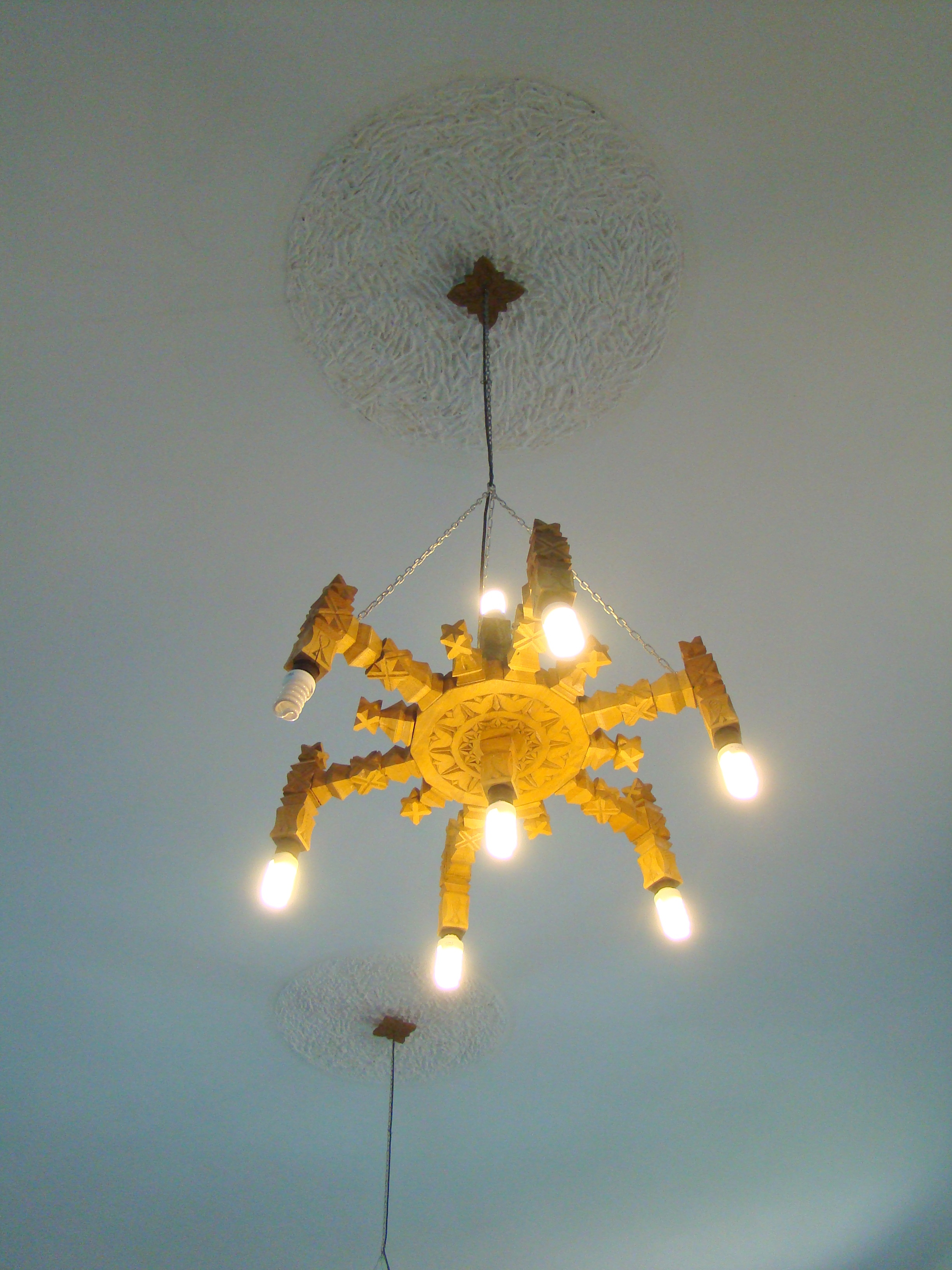
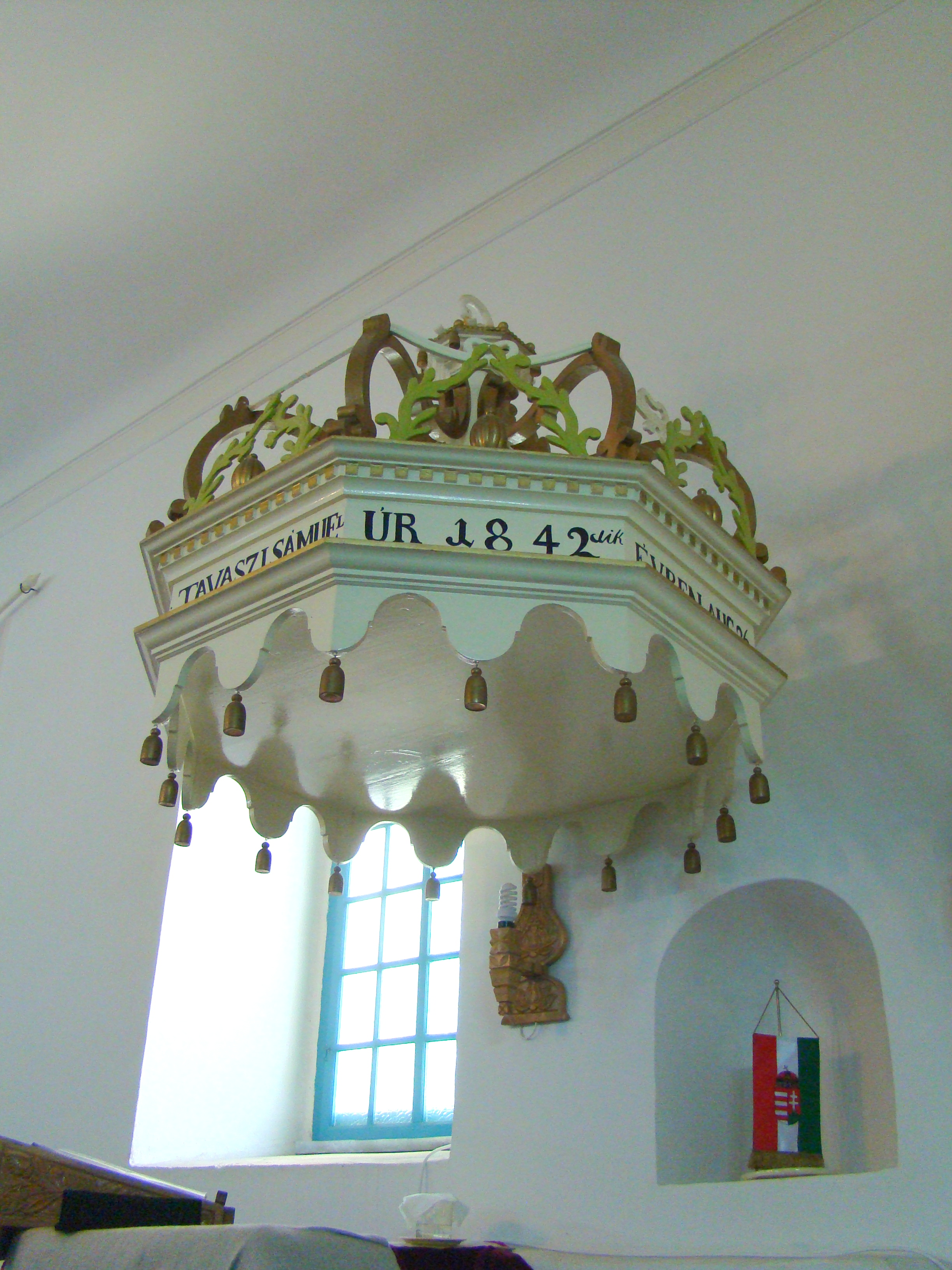
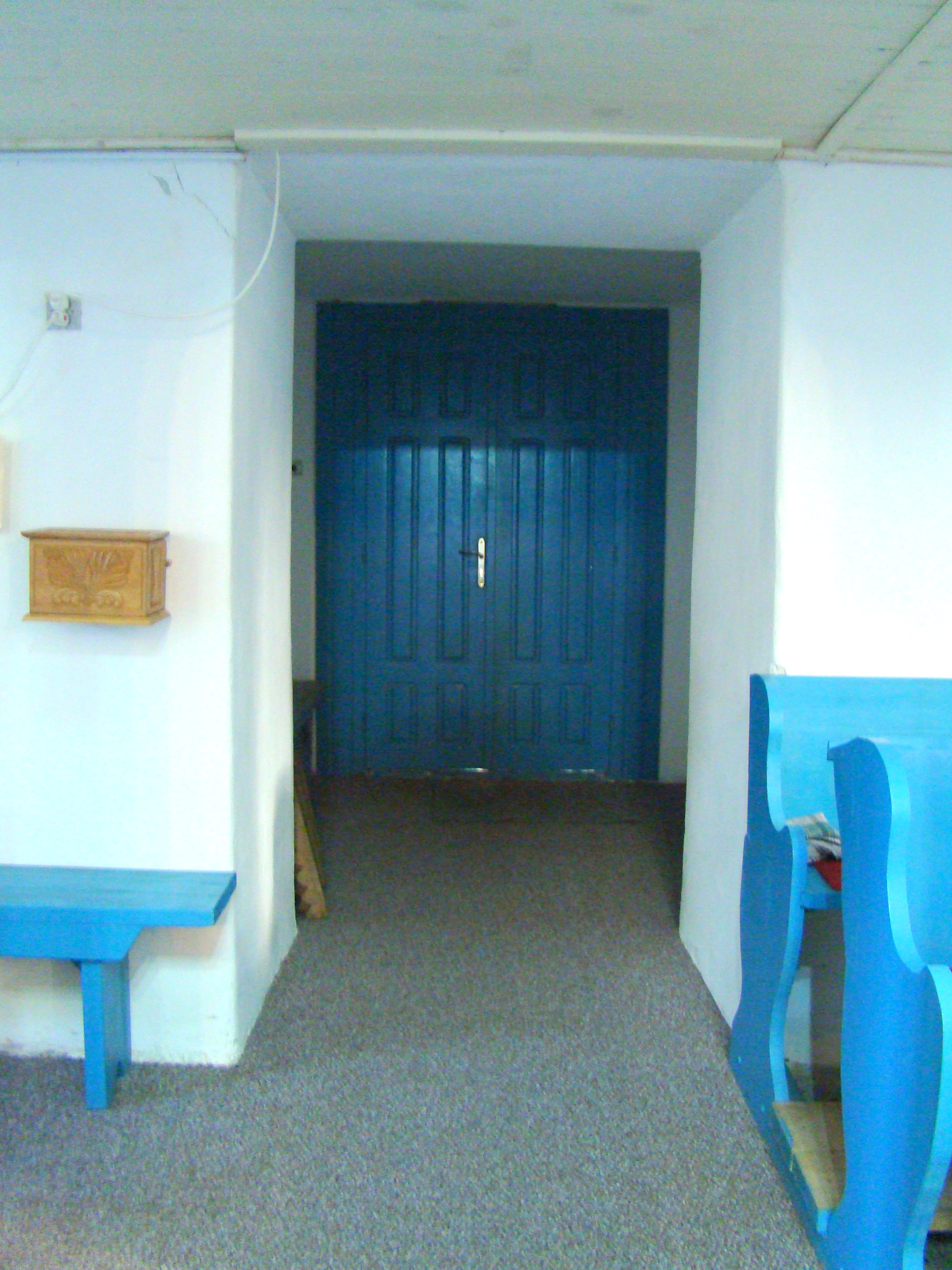
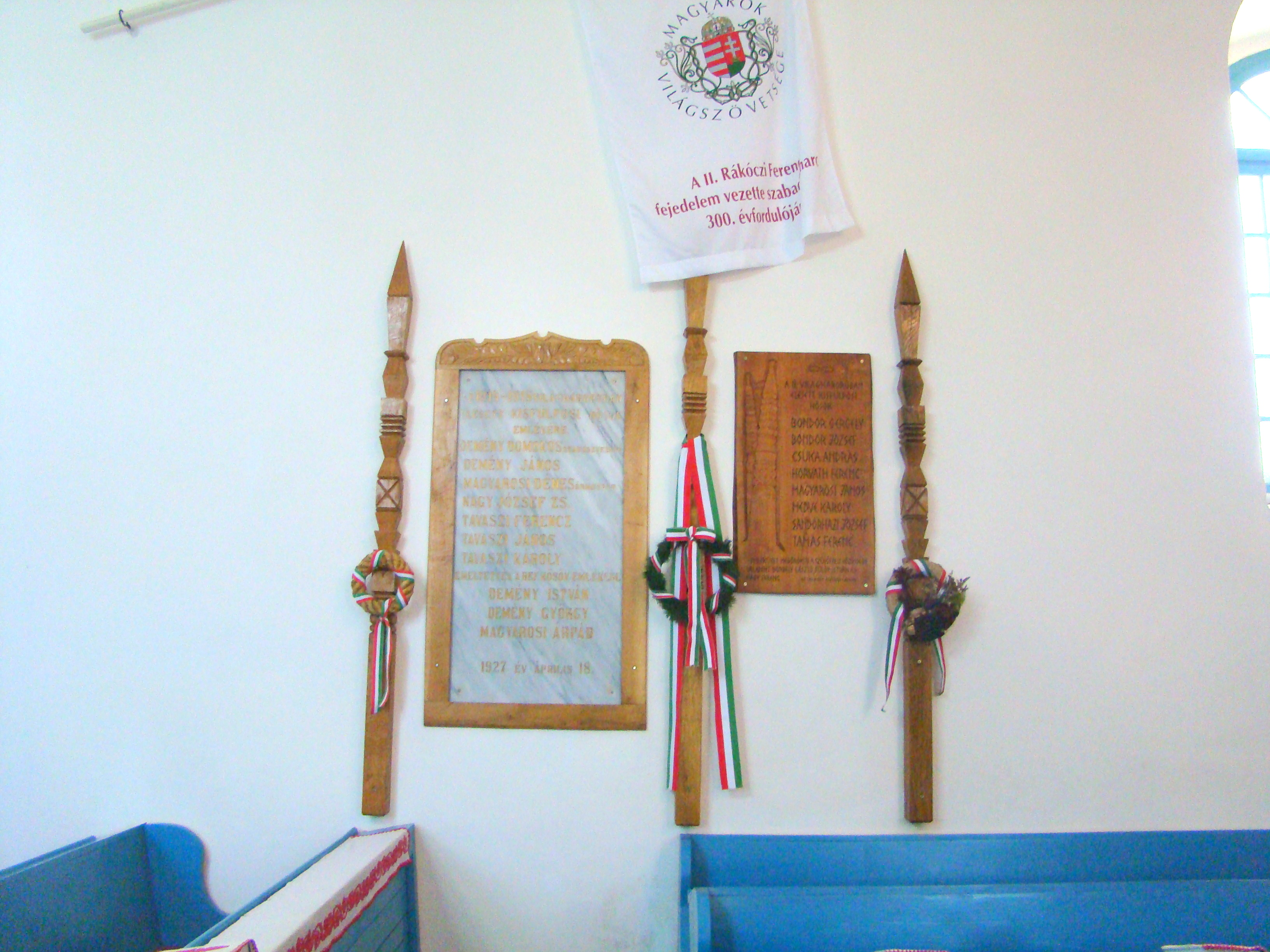
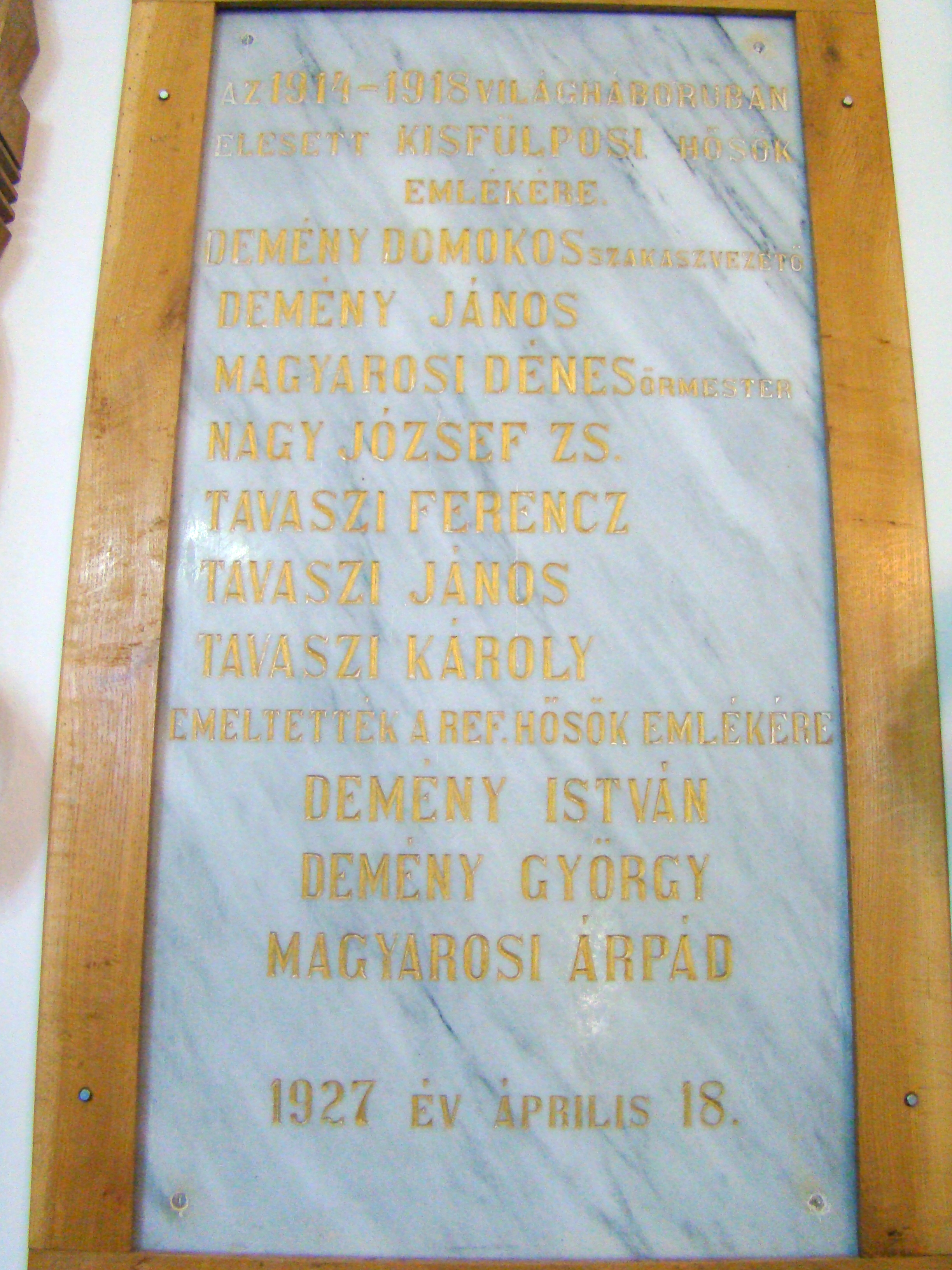
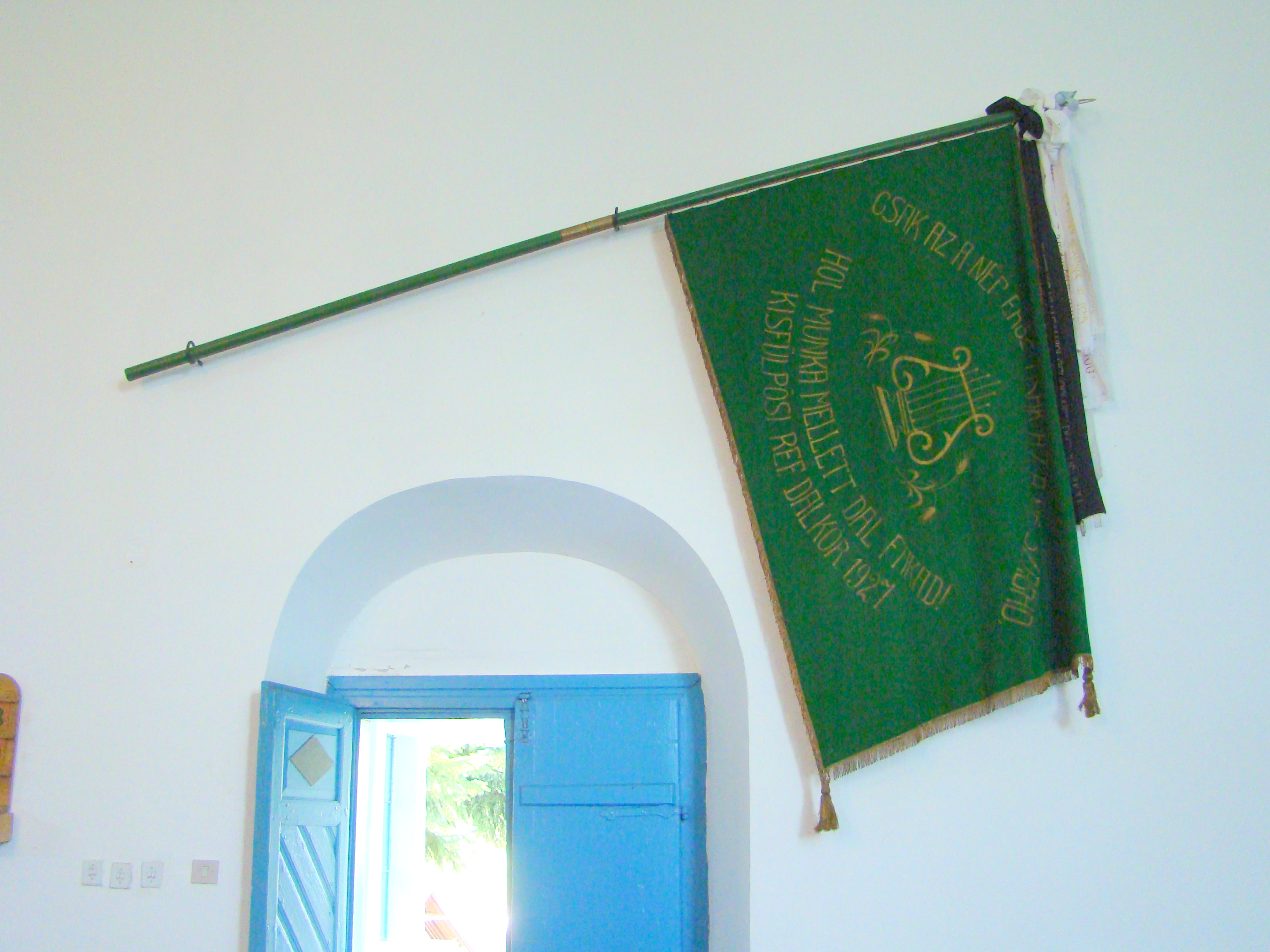
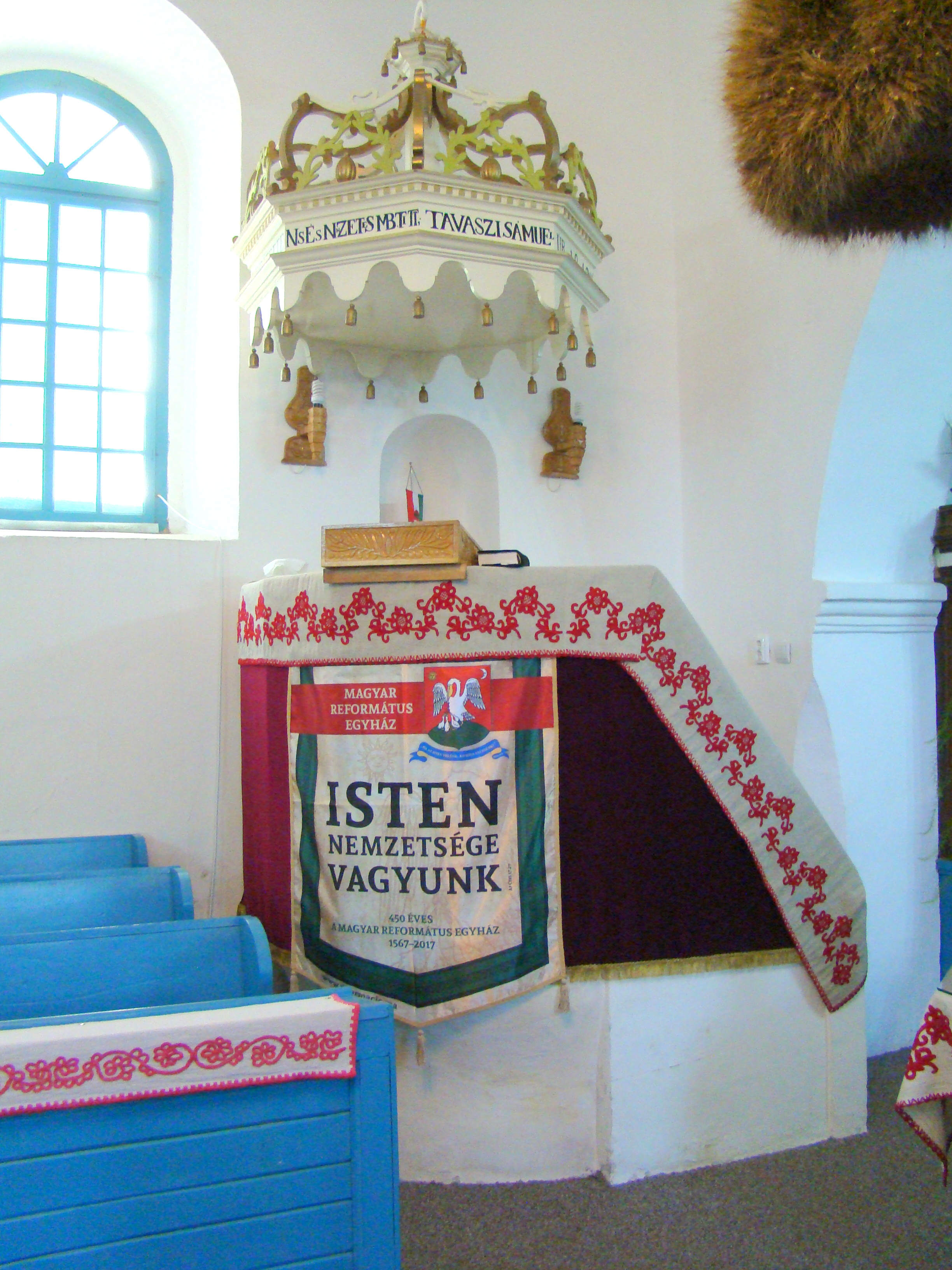
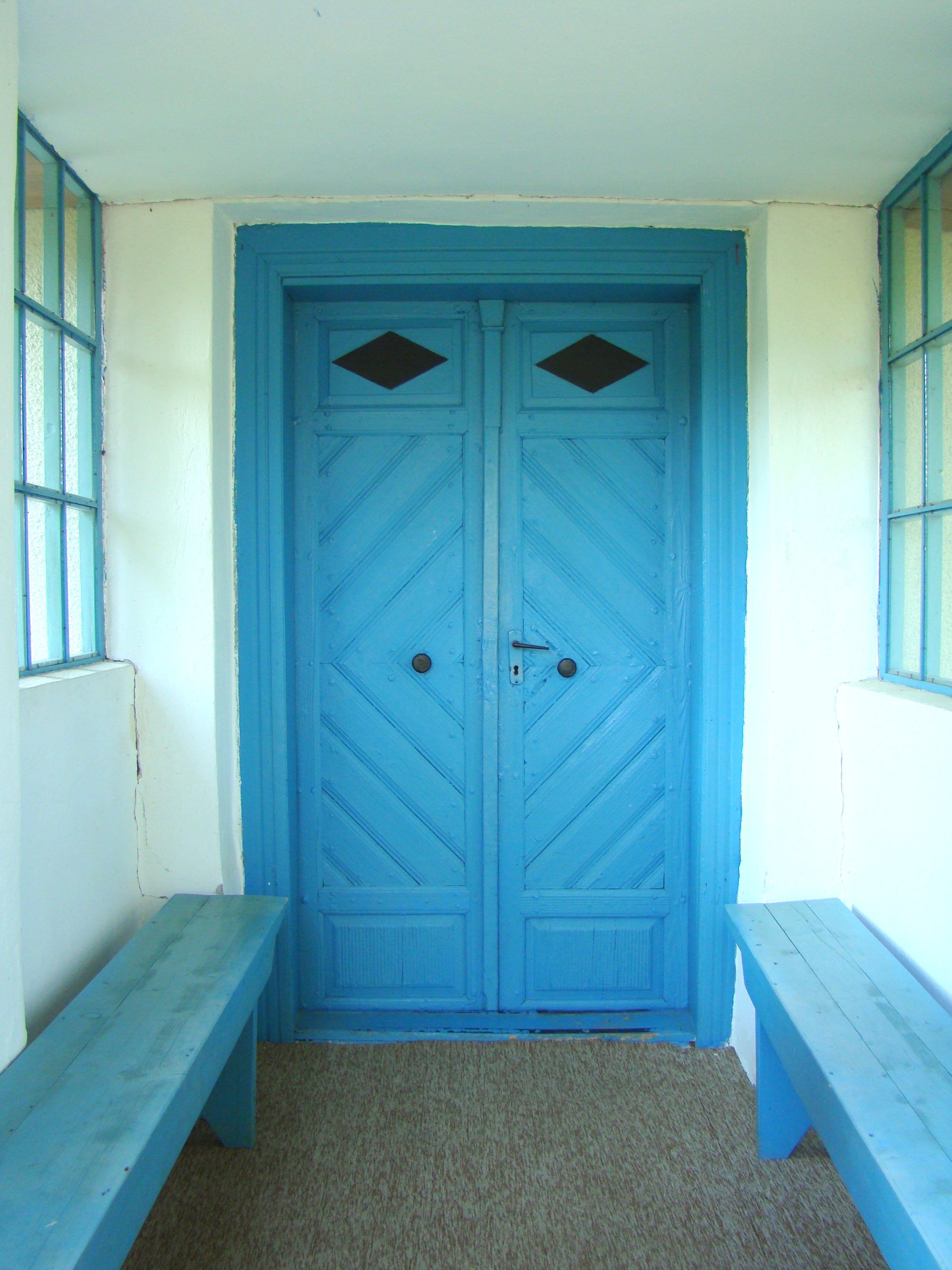

## Vezi și
- Filpișu Mic, Mureș